# Pelznähmaschinen

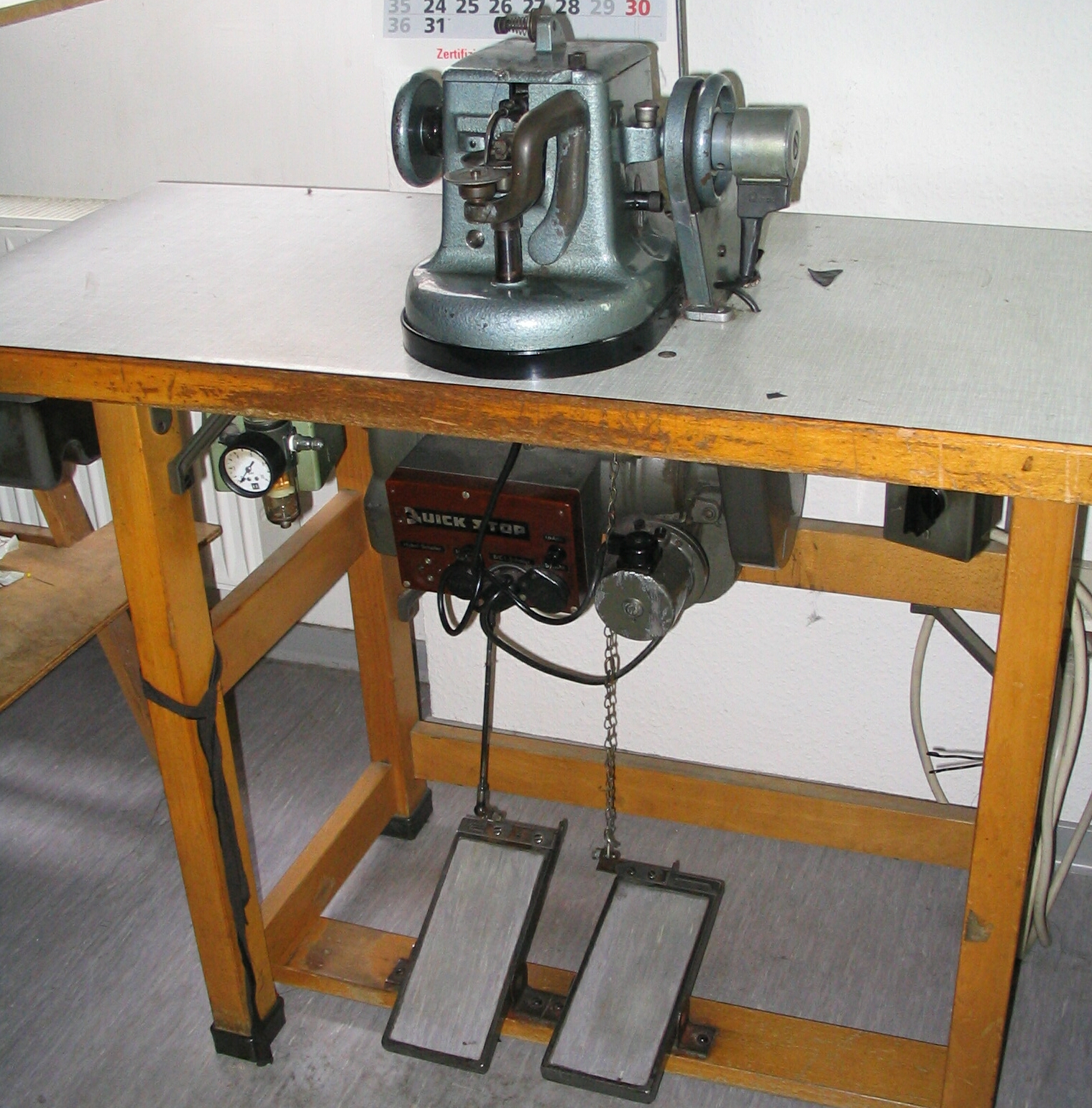
Pelznähmaschine mit „Quick-Stop“-Motor

Für die Fellverarbeitung wurden vier spezielle Pelznähmaschinen entwickelt, die eigentliche Pelznähmaschine, die Pikiermaschine, die Staffiermaschine und die Blindstichbändelmaschine. Spezial- oder Universalmaschinen mit gleichartigen Systemen werden auch bei der Herstellung von Textil- und Lederwaren eingesetzt.
Die Pelznähmaschine oder einfach Pelzmaschine, auch Kürschnermaschine, ist eine Spezialnähmaschine zum Nähen von Fellen. Da die Näharbeit im Fertigungsprozess von Pelzwaren einen großen Teil der nötigen Arbeit in Anspruch nimmt, begünstigte die deswegen große Kostenersparnis eine außergewöhnliche Entwicklung und einen Aufschwung der Kürschnerei und die Anwendung teils neuer, aufwändigerer Arbeitstechniken. Etwa zeitgleich mit ihrer Einführung entstand eine moderne Pelzmode, bei der das Fell vornehmlich mit dem Haar nach außen verarbeitet wird.
Die Maschine erzeugt eine hochelastische einfädige Kettenstichnaht in der Art einer Überwendlichnaht. Die Naht ist leicht auftrennbar. Dies ist ein großer Vorteil für den mit Naturmaterial hantierenden Pelzverarbeiter, der die Nahtverbindung häufig noch einmal dem Farb- oder Haarlängenverlauf entsprechend genauer anpassen, oder bei einer Modellumgestaltung oder Änderung die Fellteile neu anordnen muss. Die Pelznähmaschine findet vor allem Anwendung in der Kürschnerei und bei ähnlichen Arbeiten im Modistenhandwerk, daneben vereinzelt auch in anderen Handwerken, in der Schuhindustrie zum Beispiel zum Umnähen der Decksohlen. Das professionelle Nähen von Fellmaterial mit der Pelznähmaschine erfordert eine erhebliche Ausbildung und Übung.
Eine weitere in der Kürschnerei verwendete Spezialnähmaschine ist die Pelzpikiermaschine zum Aufbringen von Zwischeneinlagen bei der Pelzverarbeitung. Beide Maschinen bilden eine einfädige Kettenstichnaht, die Pikiermaschine als Flachstich.
Zum Einbringen des Stoff-Innenfutters kann anstelle des Einfütterns von Hand auch eine Staffiermaschine benutzt werden; zum Aufnähen des Bändelbands eine Blindstichbändelmaschine.
Eine fünfte, umfassendere Maschine ist der Fellauslassautomat der Firma Pfaff, der den gesamten Ablauf des Auslassens von Fellen übernimmt, einschließlich des abschließenden Nähens.

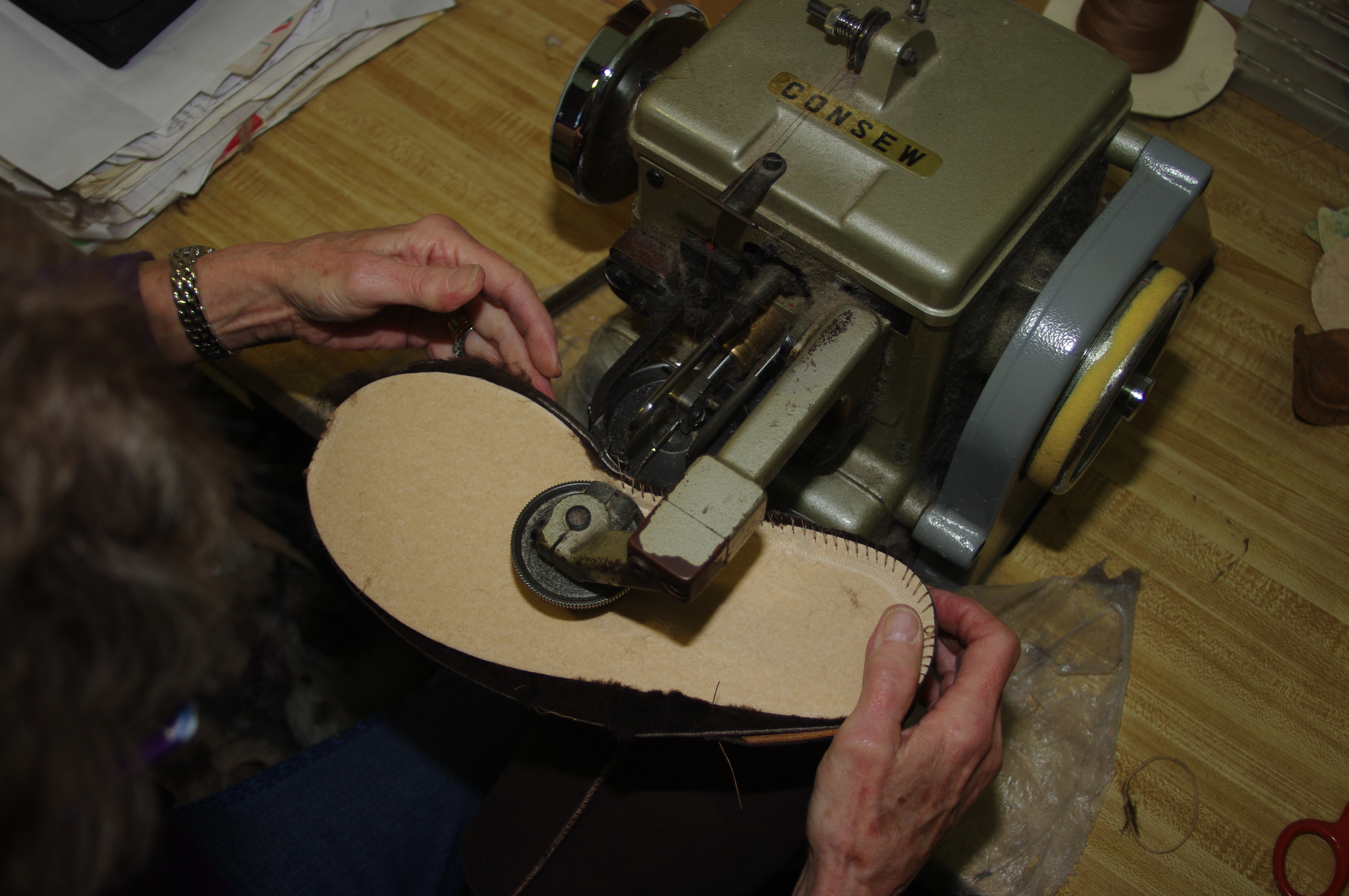
Einnähen einer Decksohle mit der Consew (2010)

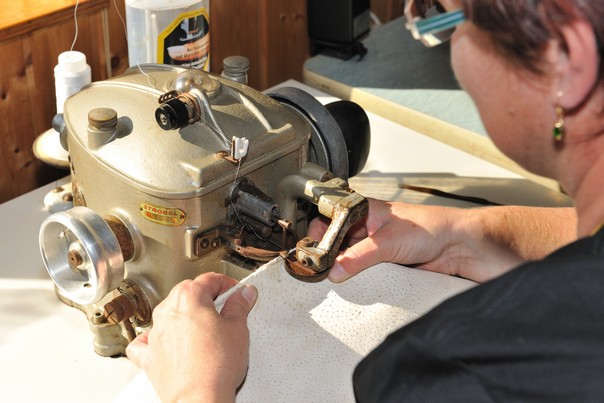
Reparieren von Schlachtschnitten in einer Pelzzurichterei (2016)

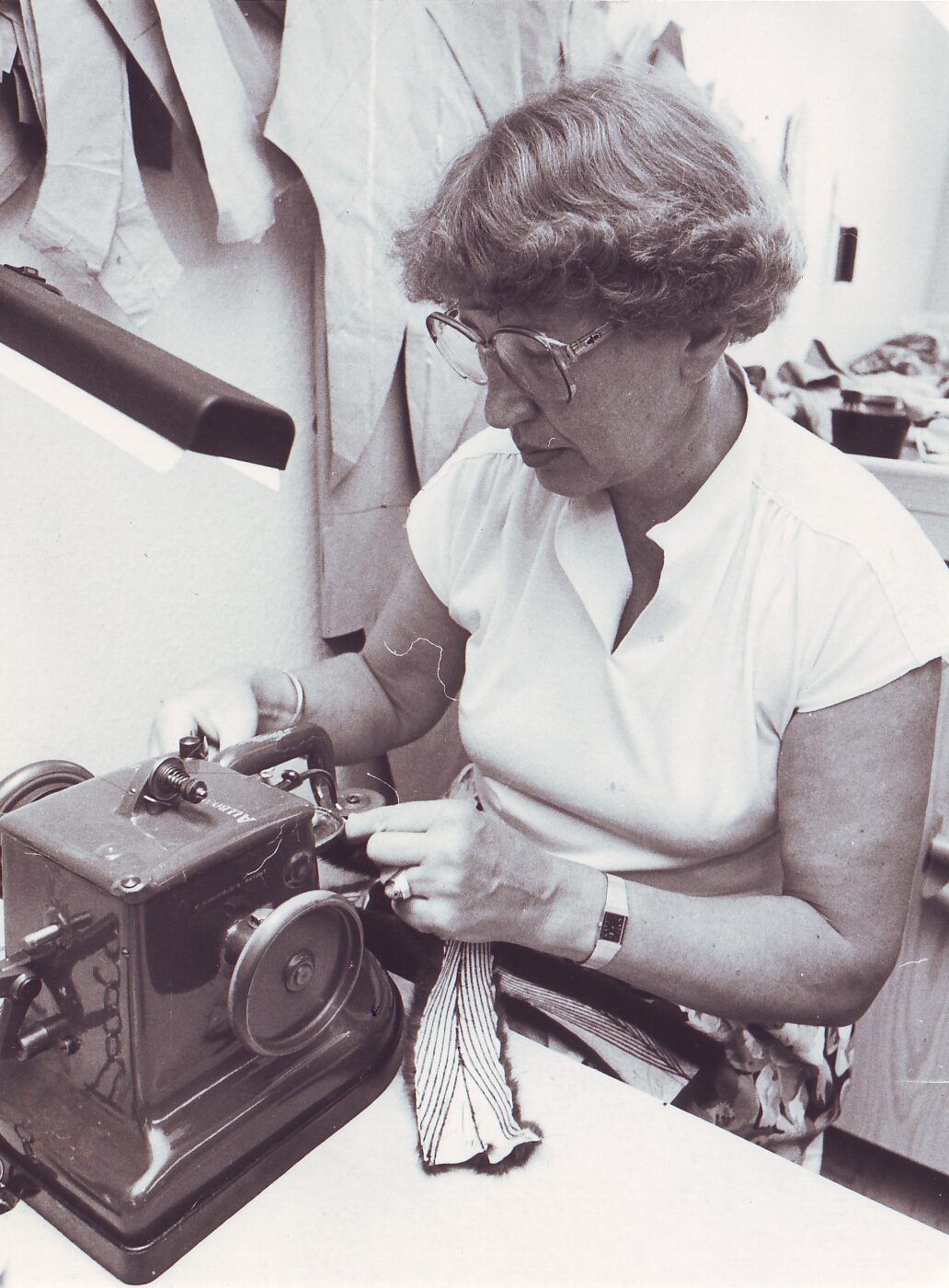
Auslassnähen (1986)

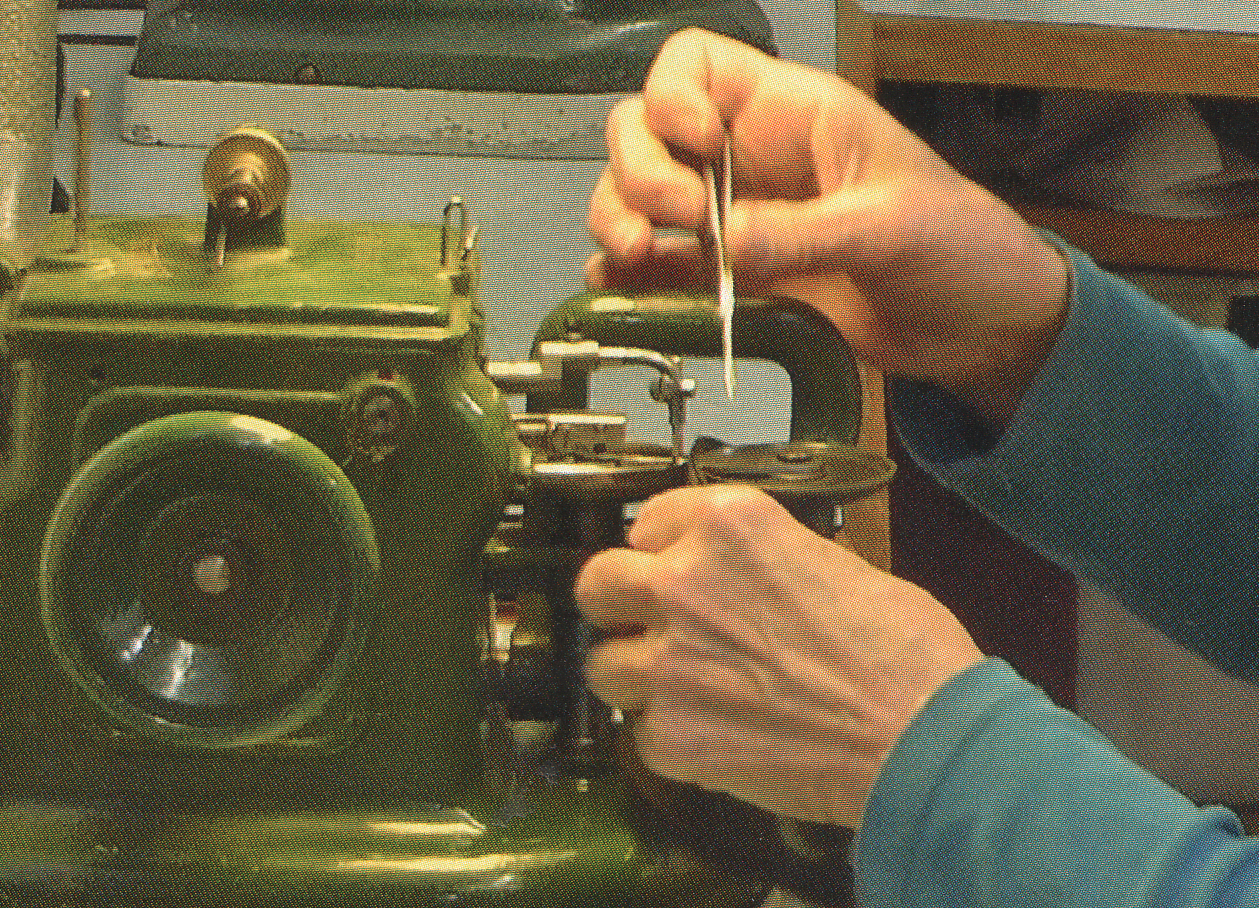
Nähen mit der Einstreichpinzette

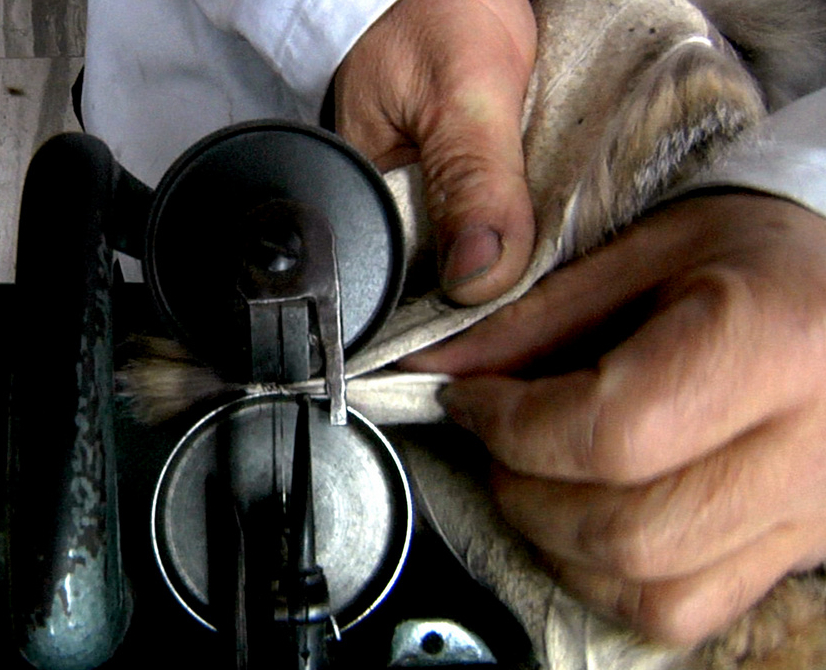
Griechischer Näher an einer Pelzmaschine mit Nahthöhenbegrenzung

## Historische Entwicklung
Vor Erfindung der Pelznähmaschine war es wohl für die meisten Kürschner kaum denkbar, dass eine so diffizile Arbeit wie das Nähen von Fellen einmal mit Hilfe einer Maschine ausgeführt werden kann. Noch Mitte der 1890er Jahre hörte ein österreichischer Kürschner seinen Großvater sagen: „Wenn man alles erfinden wird, eine Maschine, mit der man Pelz nähen kann, wird es doch nicht geben.“ Einige Jahre später erlebte er noch die erste doppelspulige Schultheiß-Pelznähmaschine in der Werkstatt seines Sohnes.
Die Grundlage der Pelznähmaschine schuf wohl Balthasar Krems aus Mayen im Rheinland im Jahr 1800. Er konstruierte eine Nähmaschine, die erstmals einen Hakengreifer und eine öhrspitzige Nadel besaß. Das Besondere an der Maschine war jedoch der Stacheltransport, der auf Grund der waagerecht arbeitenden Nadel in bestimmten Abständen das Nähgut weiterschob. Krems wiederum lehnte sich mit seiner Konstruktion an die Erfindungen der Einfaden-Kettenstichmaschinen von Karl F. Weissenthal und Thomas Saint aus England an (patentiert 1789), sowie die des Schneiders Bartholomäus Thimonnier aus St. Etienne, Frankreich (1830). Etwa 18 der Maschinen Thimonniers, anfangs noch zum großen Teil aus Holz bestehend, wurden für das Nähen von Militäruniformen verwendet. Diese Werkstatt wurde jedoch von einer aufgebrachten Menge Handnäher zerstört, die um ihre Arbeitsplätze fürchteten. Es war die erste Nähmaschine, mit der Textilfertigware (Konfektion) produziert wurde. Im Jahr 1851 zeigte Thimonnier seine Maschine, jetzt ganz aus Metall bestehend, auf der Great Crystal Palace Exhibition, sie fand dort jedoch keine Aufmerksamkeit, völlig verarmt starb er sechs Jahre später.
Die Doppelfaden- beziehungsweise Overlock-Nähmaschine bauten fast zeitgleich die Amerikaner Walter Hunt und Elias Howe um die Mitte des 19. Jahrhunderts. Die Serienproduktion der Pelznähmaschine begann jedoch erst kurz vor der Wende zum 20. Jahrhundert. Die erste allgemein gebrauchte Maschine produzierte die Firma Singer Co. in den USA.
Zur Weltausstellung Paris 1900 wurden von Revillon Frères die ersten Mäntel gezeigt, die in ganzer Fläche in der nähintensiven Auslasstechnik gearbeitet waren. Entweder die Maschinen oder vielleicht nur die Näherinnen waren zu der Zeit noch nicht in der Lage, die dafür benötigten besonders feinen Nähte zu erzielen. So waren diese Pelze noch vollständig mit der Hand genäht; allein die Näherinnen, ohne die Kürschner, benötigten für einen Mantel 1400 Arbeitsstunden. Einen gleichartigen, aufwändigen Mantel würden geübte Pelzmaschinennäher heute wahrscheinlich in weniger als 250 Stunden nähen, einschließlich der vermutlich damals ebenfalls mit eingerechneten Innenverarbeitung. Allerdings stellte Revillon Frères gleichzeitig eine „allseitige Bewunderung“ erregende Decke aus 22.000 Nerzschweifen aus, „mit feinem Leder galloniert und mit der Maschiene [!] genäht“.
Die Situation in der Stadt Breslau wurde im Jahr 1896 wie folgt geschildert:

„Das Nähen geschieht auch heute noch größtenteils mit der Hand, obwohl seit etwa 15 Jahren eine Pelznähmaschine existiert, eine kleine Werkzeugmaschine, die nach dem System der Handschuhnähmaschine konstruiert ist. Sie wird mit den Füßen, wie eine gewöhnliche Nähmaschine in Bewegung gesetzt. Die Maschine liefert so viel wie sechs Näherinnen, sie erfordert aber eine geübte Arbeiterin zur Bedienung und ist im Wesentlichen, da sie zu viel Leder fasst, nur zur Fertigung gröberer Arbeit, besonders zur Herstellung von Pelzfuttern, zu verwenden. Daraus ist zu erklären, dass z. B. in der Fabrik auf 100 Pelznäherinnen nur 6 Nähmaschinen kommen, und dass manche Magazine gänzlich ohne Maschine arbeiten. […] Zur Herstellung der Stoffmützen bedient sich der Kürschner einer Mützennähmaschine, die gleichfalls mit den Füßen in Bewegung versetzt wird.“

Die ersten Pelznähmaschinen wurden noch, wie die Textilnähmaschinen, von der Näherin mit einem Fußpedal mit einer anschließenden Schwungmasse angetrieben. Bald begann man auch, stattdessen einen unter dem Nähtisch angebrachten Motor zu benutzen. Diese alten Maschinen waren noch bis weit in die Zeit nach dem Zweiten Weltkrieg in Betrieb. Obwohl sie nicht dafür konstruiert worden waren, taten sie noch Jahrzehnte nach ihrer Umrüstung auf Motorbetrieb ihren Dienst. Lediglich die höheren Bauarten litten etwas unter den beim Nähen konstruktionsbedingt auftretenden Schwingungen.
Im Jahr 1870 wurde auf Veranlassung der Firma A. B. Citroen, Berlin in der Nähmaschinenfabrik von Joseph Priesner der erste Versuch gemacht, eine Maschine herzustellen, die überwendliche Nähte für Pelzwerk erzeugt. Es war eine Naht hauptsächlich für „Polnischen Besatz“ geeignet, der damals ein Hauptartikel der Kürschnerei war und eine feste Zweifadennaht verlangte. Es gelang auch, eine von der Handschuhnähmaschine abgeleitete Version herzustellen, die schließlich zu einer einfädrig arbeitenden Version weiterentwickelt wurde. Im Jahr 1873 wurde sie auf der Weltausstellung in Wien mit einem Preis ausgezeichnet. Als im Jahr 1881 Joseph Priesner starb, übernahm die Firma M. Rittershausen (Inhaber Ernst Müller, später Oskar Strobel) das Unternehmen. Eine jetzt wesentlich vereinfachte Konstruktion wurde unter dem Namen „Elektra“ in den Handel gebracht. Sie nähte mit einem oder zwei Fäden gleich gut und war für alle üblichen Fellarten mit ihren unterschiedlichen Lederstärken einsetzbar. Überhaupt waren die hartledrigen Leder ein wesentliches Hindernis in der Erzeugung der von den Kürschnern gewünschten feinen Naht. Sie benötigten ein zügiges, geschmeidiges Leder und verlangten jetzt von den Pelzzurichtern ein sorgfältigeres Bearbeiten der Felle. Im Jahr 1887 hieß es bereits in einer Enzyklopädie, vielleicht etwas verfrüht: „Durch Nähen mittels Nähmaschinen werden die verschiedenen Pelzarbeiten (Pelzmäntel, Pelzröcke, Pelzkragen, Boas, Müffe, Pelzmanschetten, Pelzmützen, Pelzbesätze u. s. w.) hergestellt“.
Ab dem Jahr 1888 vertrieb die Firma Rittershausen in Europa die amerikanische Pelznähmaschine „Roland“ in drei Versionen, sie konnte sogar rückwärts nähen. Als weiteres amerikanisches System kam die „Excelsior“ hinzu (1862). Nach eigenen Angaben versorgte die Firma M. Rittershausen um 1925 den gesamten europäischen Markt fast ohne wesentliche Konkurrenz. Dies war noch, bevor sie die ganz ausgezeichnete und robuste Maschine „Success“ auf den Markt brachte, die sich stark durchsetzte (Klasse 17- 1), „für Fußbetrieb, aber besonders für Kraftbetrieb geeignet“. Die Konstruktion stammt von der Londoner Firma Allbook & Hashfield.
Im Jahr 1898 brachte die amerikanische Singer Nähmaschinen A. G. ihr erstes europäisches Modell auf den Markt (46 K 21). Die bald verbesserten Singer-Maschinen waren mit Sperrradtransportierungen ausgestattet (Typ 46 K 23; 46 K 24). Im Jahr 1900 kamen weitere Verbesserungen hinzu (46 K 26; 46 K 27; 46 K 28). Ein anderer Fortschritt war im Jahr 1907 ein Stichregulator und eine Fraktionstransportierung. 1914 gab es zwei weitere Typen mit technischen Verbesserungen (46 K 33; 46 K 34). Nach dem Ersten Weltkrieg kamen eine Maschine für leichte Felle (46 K 34) und eine für schwere Felle in den Handel (46 K 35). Die vordere Transportierscheibe war mit einem Kugellager versehen worden und auch die Stichregulierung wurde verbessert.
Daneben gab es in den ersten Jahren die, von dem erwähnten Kürschner als „unverwüstlich“ bezeichnete, Schultheiß-Maschine.
Ein weiterer bedeutender Hersteller war die Firma J. Strobel & Söhne, München. In Form und Aufbau wies die hoch gebaute Strobel-Maschine wesentliche Verbesserungen gegenüber anderen Fabrikaten auf (Klasse 40-1, später 40-1N). Sie zeichnete sich durch eine hohe Betriebssicherheit aus. Erstmals mit einer vollautomatischen Ölumlaufschmierung versehen (1954, Klasse 140) sind die Maschinen noch immer in Betrieb.
Die „Wakra“ kam von Richard Kranich & Sohn in Leipzig, ähnliche Baumuster von den Firmen Ossan Company, USA und Hermann, Berlin. Weitere Unternehmen waren neben anderen die Firmen Fischer in Wien und Louis Brocks in Leipzig. Andere Hersteller von Pelznähmaschinen waren oder sind unter anderem Bonis (USA), Kranich, Lebbäus, Pfaff, Porkert, Rimoldi und Wollenberg. Die Maschinen weisen untereinander gewisse Abweichungen in Form, Konstruktion und Leistung auf, sind sich jedoch im Prinzip gleich.
Nach dem letzten Krieg baute man in der DDR eine eigene Maschine, die „Textima“ der VEB Textima Nähmaschinenwerke in Limbach-Oberfrohna. Das neuere Modell wies einige erhebliche Konstruktionsänderungen auf. Insbesondere wurde die Kurvenscheibe der Greiferkurve anstelle aus Stahl aus dem Werkstoff „Novtex“, einem Pressstoff, hergestellt. Hervorgehoben wurde die dadurch erzielte Gewichtseinsparung von 5/6. Auch hatte die Maschine bereits ein öldichtes Gehäuse mit einer modernen, wartungsfreien Ölstaubschmierung (normalerweise: täglich ölen, einmal wöchentlich Innenraum komplett reinigen und neu ölen).
Eine Revolution des Auslassnähens schien eine 1981 auf der Pelzmesse in Frankfurt am Main als Prototyp vorgestellte Fellauslassautomat der Firma Pfaff zu sein. Die erstaunliche Konstruktion erledigt den kompletten Arbeitsgang vom Schneiden der Felle, dem Rücken der Auslassschnitte nach vorgegebener Berechnung und das Nähen in einem Arbeitsgang (Modell 3560). Es gab Optionen auf diese Neuentwicklung in Höhe eines zweistelligen D-Mark-Millionenbetrages. 1984 war das Gerät in Serienreife fertig und wurde erstmals ausgeliefert. Nach Angaben der Firma gingen Aufträge aus vielen Ländern ein, trotzdem wird der Auslassautomat wohl seit längerem nicht mehr hergestellt.

Pelznähmaschinen-Köpfe
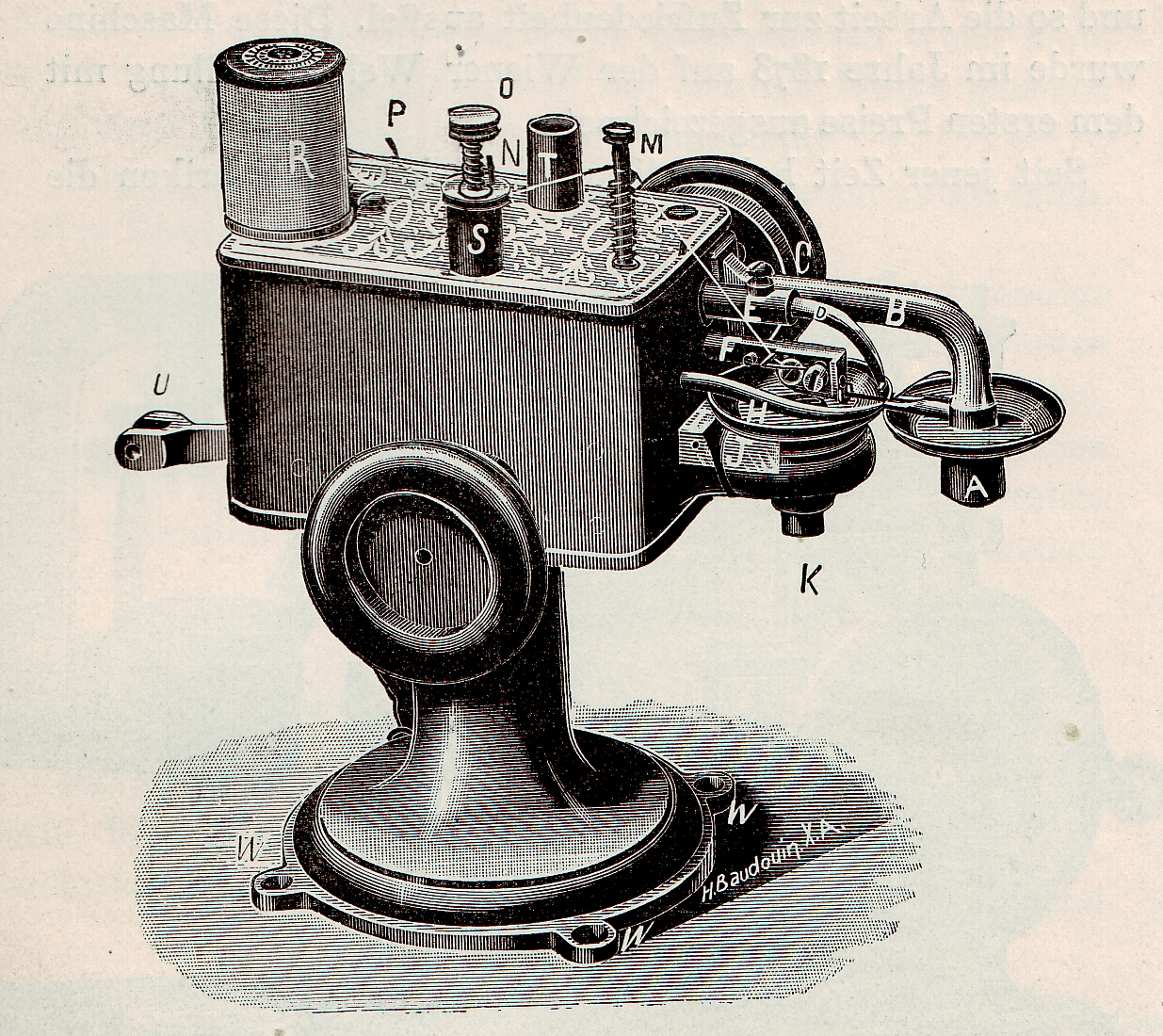
System Boland, erstmals gebaut 1888 (ca. 1900)
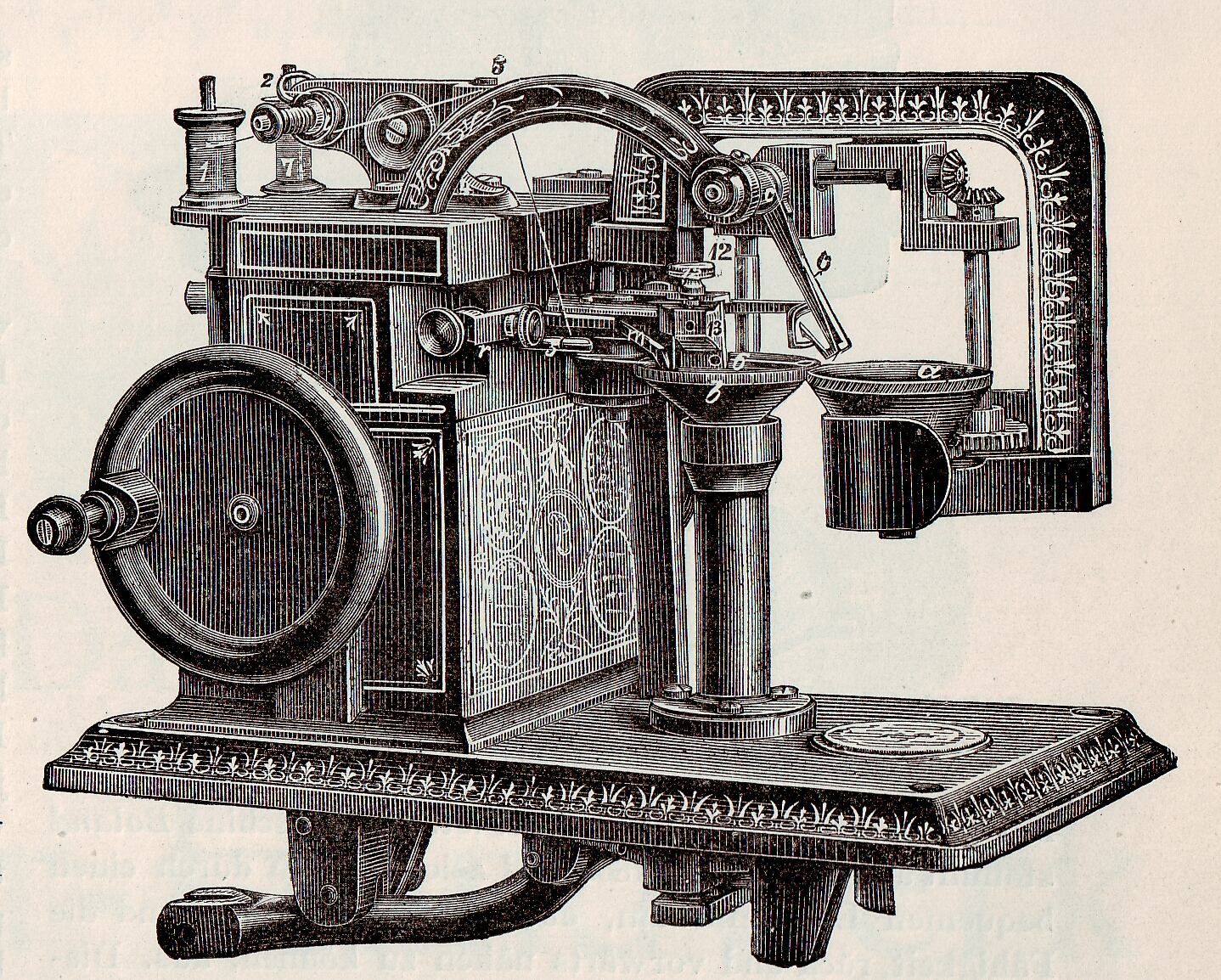
Electra, mit Griff am Handrad (ca. 1900)
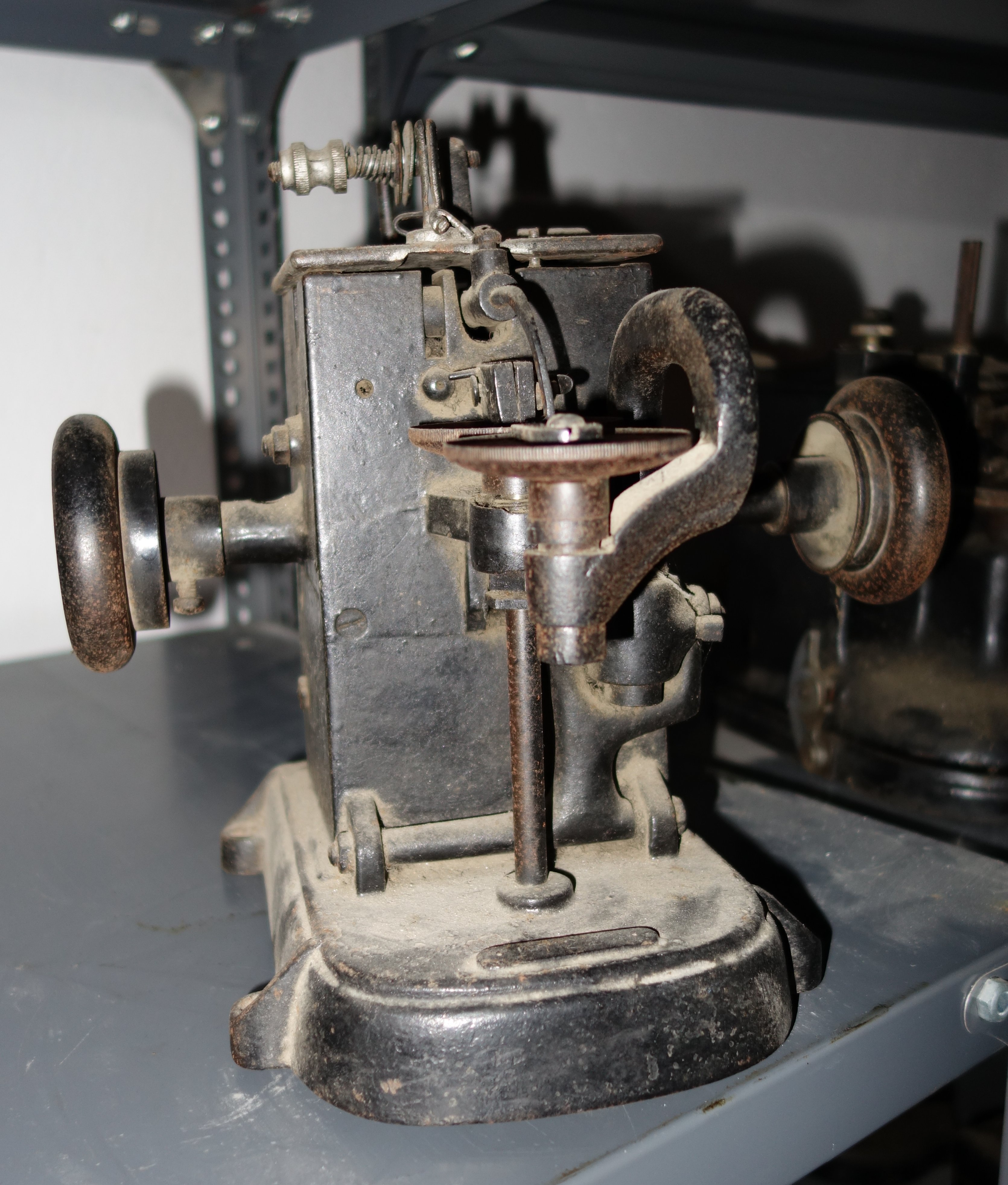
Jacobs (USA). Ältestes Modell einer Sammlung in der griechischen Pelznäher-Provinz Kastoria
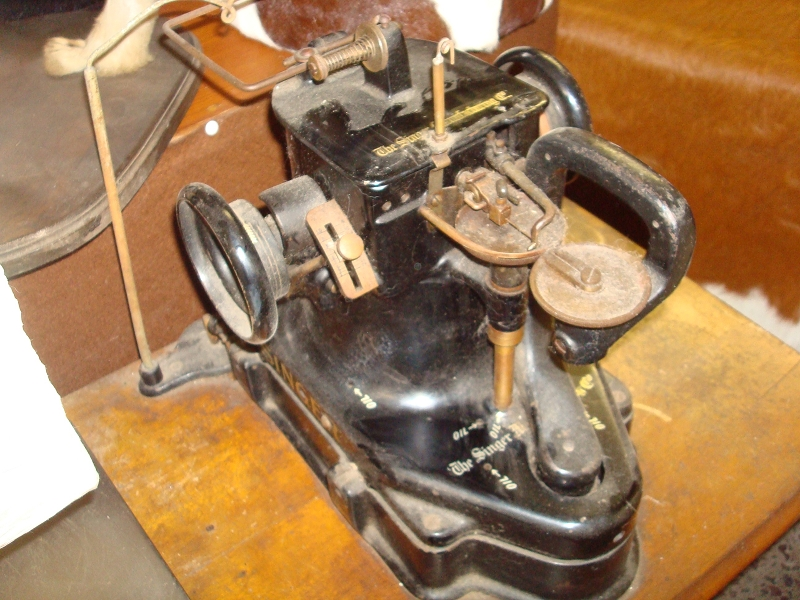
Alte Singer
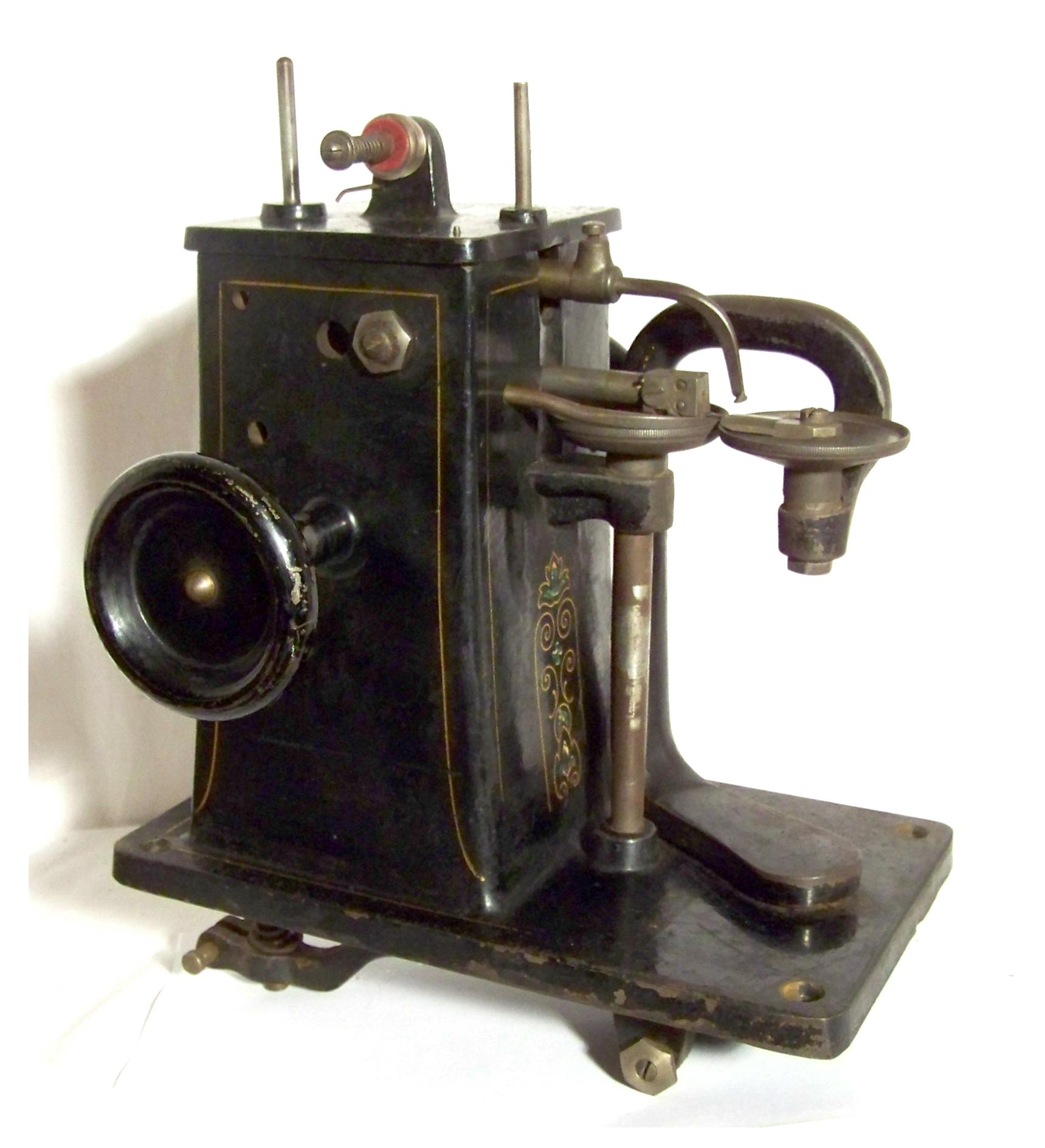
Alte Rittershausen
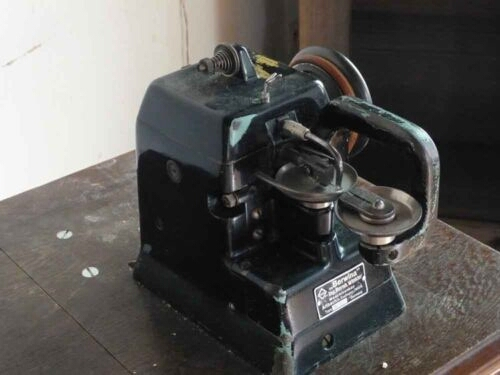
Berwina
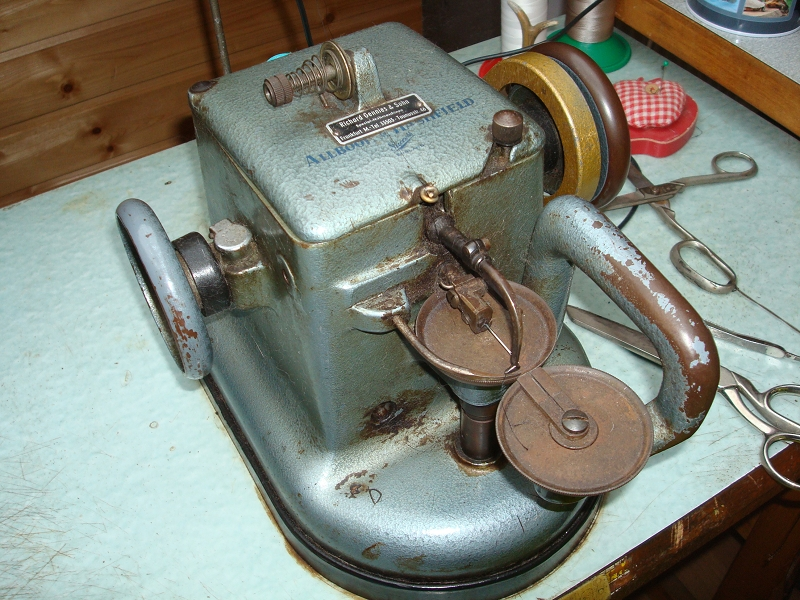
Success
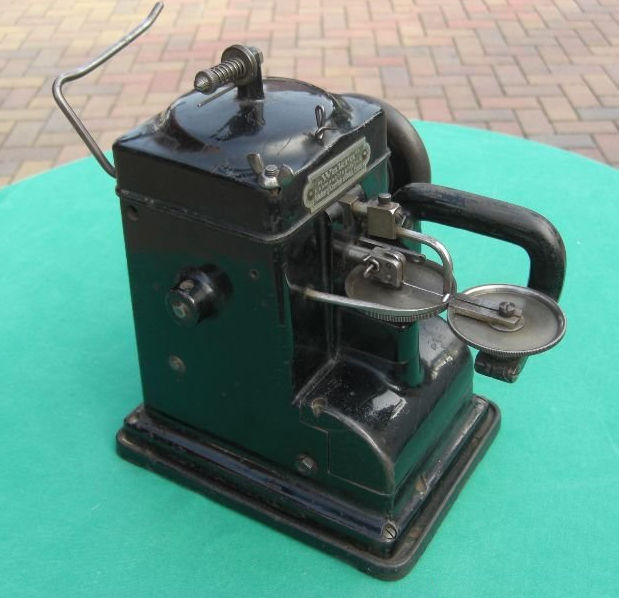
Wakra
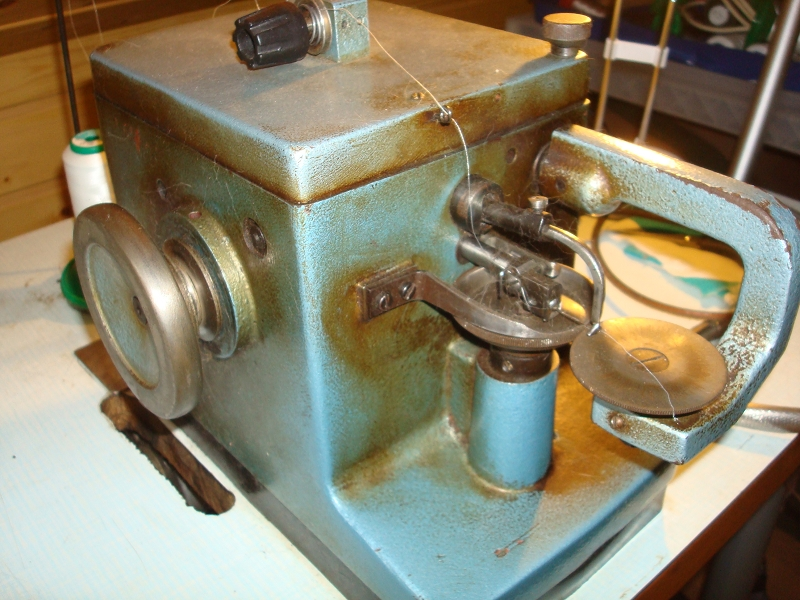
KVG (Tschechien)
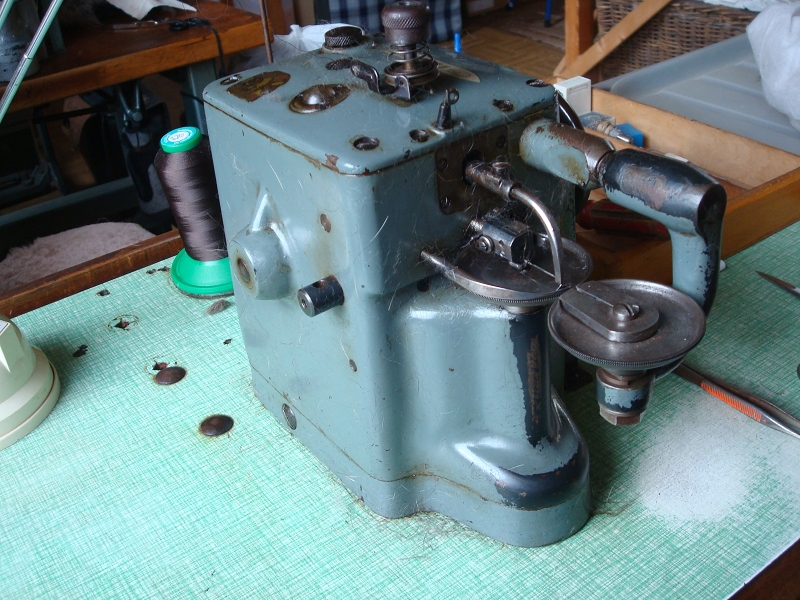
Textima 8500
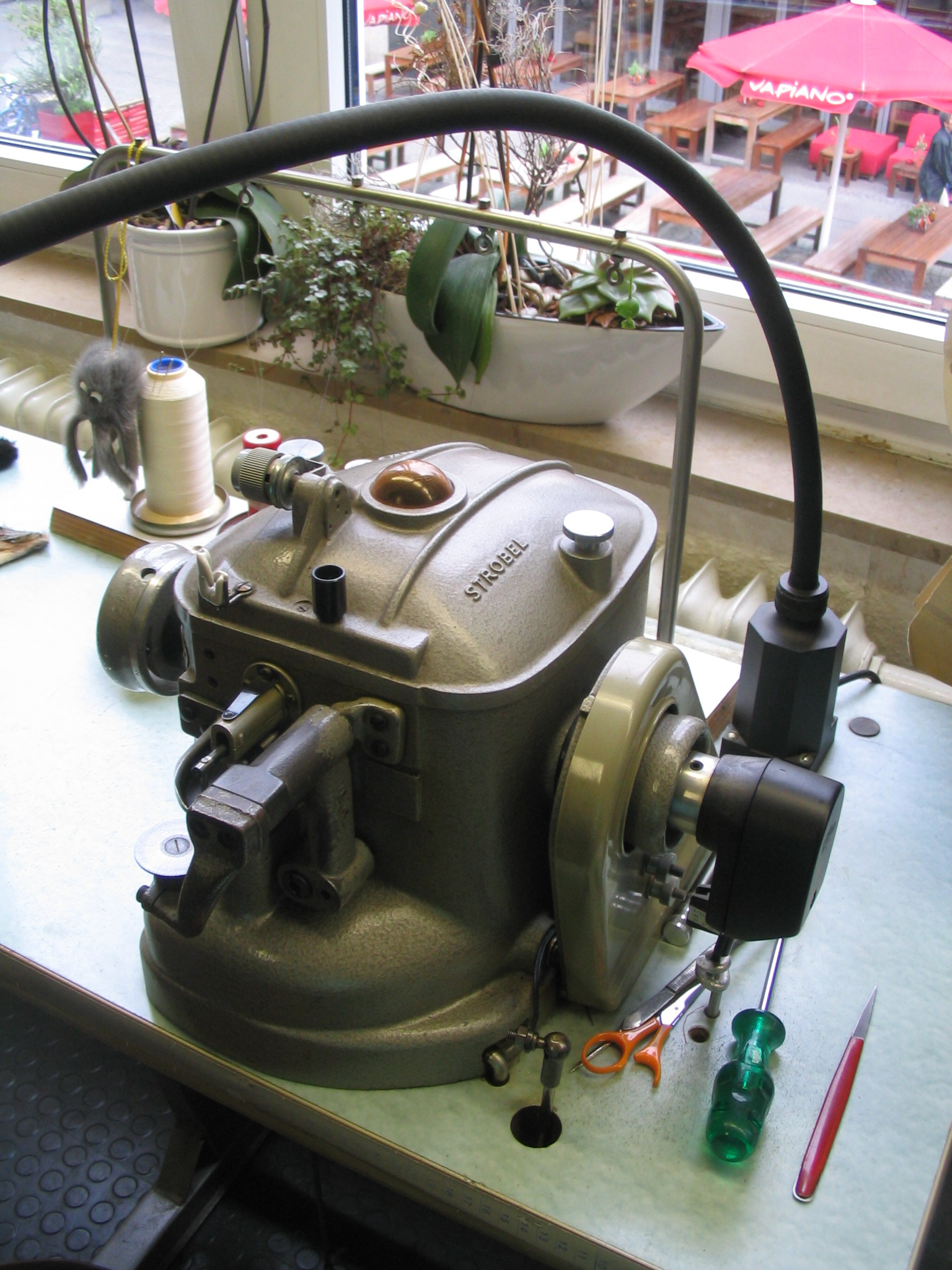
Moderner Strobel Schnellnäher, Selbstöler mit Gebläse

## Pelznähmaschine

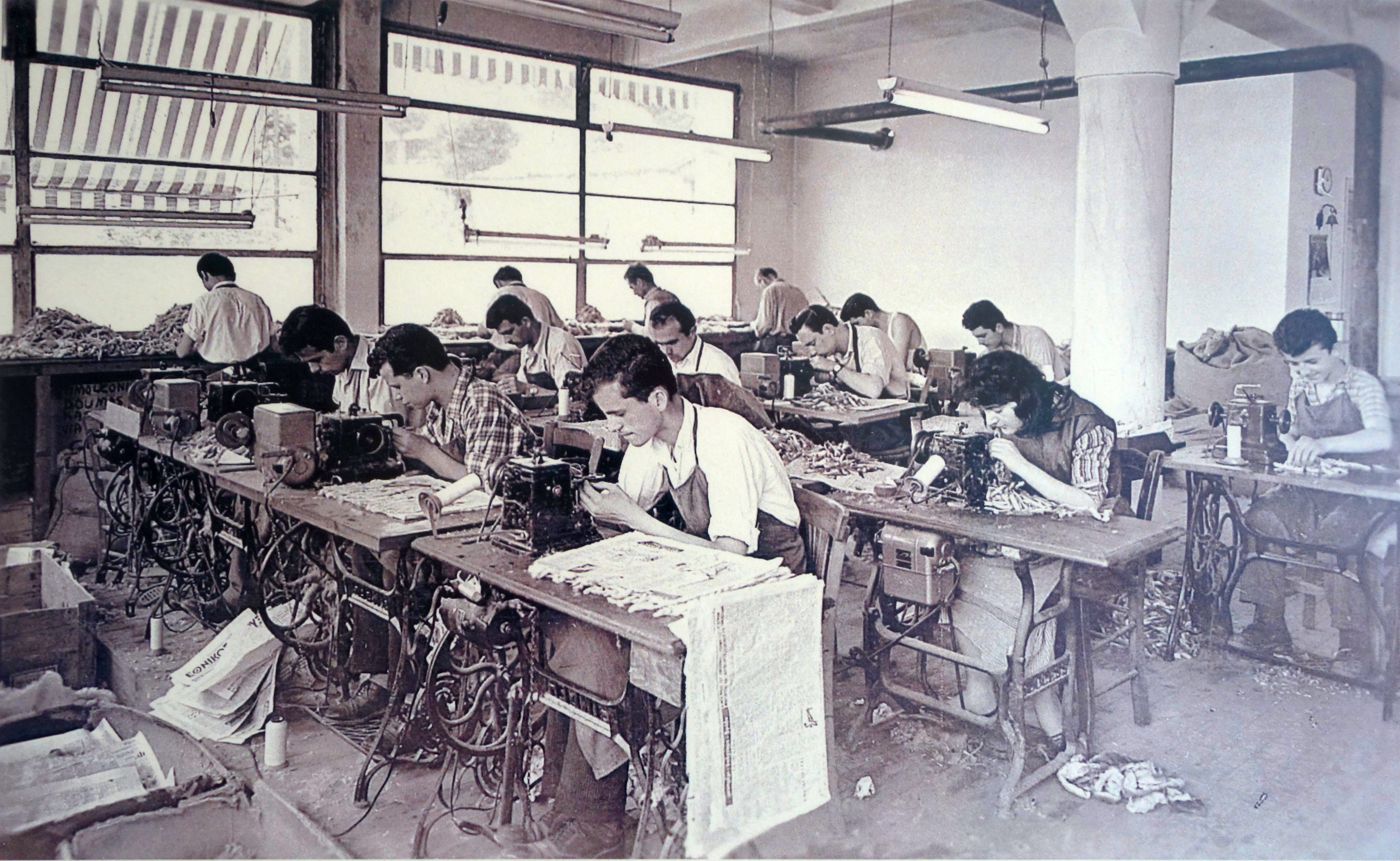
Griechische Pelznäher bei der Pelzstücken-Verarbeitung (1955)

### Pelzmaschinennäher
Das Nähen an der Pelznähmaschine wurde selbst in relativ kleinen Betrieben meist nur von einem oder einigen der dort beschäftigten Pelznäher ausgeführt. Pelznäher waren in der Regel geringer entlohnte weibliche Arbeitskräfte. Für die eintönigere, ständig in gleicher Sitzhaltung ausgeführte Tätigkeit wurde in der Bundesrepublik bei überwiegender Arbeit an der Pelznähmaschine dem Pelznäher ein tarifmäßiger Erschwerniszuschlag auf den Arbeitslohn von 10 Pfennigen gezahlt, der über die Jahre hinweg gleich blieb. Die Auslassarbeit wurde nach dem Eintreffen der ersten griechischen Pelznäher diesen sehr häufig nach Stücklohn bezahlt.
Nach dem Zweiten Weltkrieg erhielten die in der Kürschnerei Beschäftigten, wegen der angenommenen gesundheitlichen Staubbelastung, eine extra Milchration zugeteilt. Während die Staubbelastung, das Einatmen der Schnitthaare, für den schneidenden Kürschner kein offensichtliches Problem zu sein scheint, stellt dies für den nah am geschnittenen Fell sitzenden, zwischen den Fellkanten hantierenden Näher, vermutlich immer noch ein gesundheitliches Risiko dar. Untersuchungen dazu scheinen jedoch nicht bekannt. Insbesondere beim Auslassnähen ist es zu erwägen, einen Mundschutz zu tragen. Bei chronischen Atemwegs- und Lungenerkrankungen (zum Beispiel Asthma oder Bronchitis) wird vom Arzt möglicherweise abgeraten, den Beruf zu ergreifen.

### Nähen

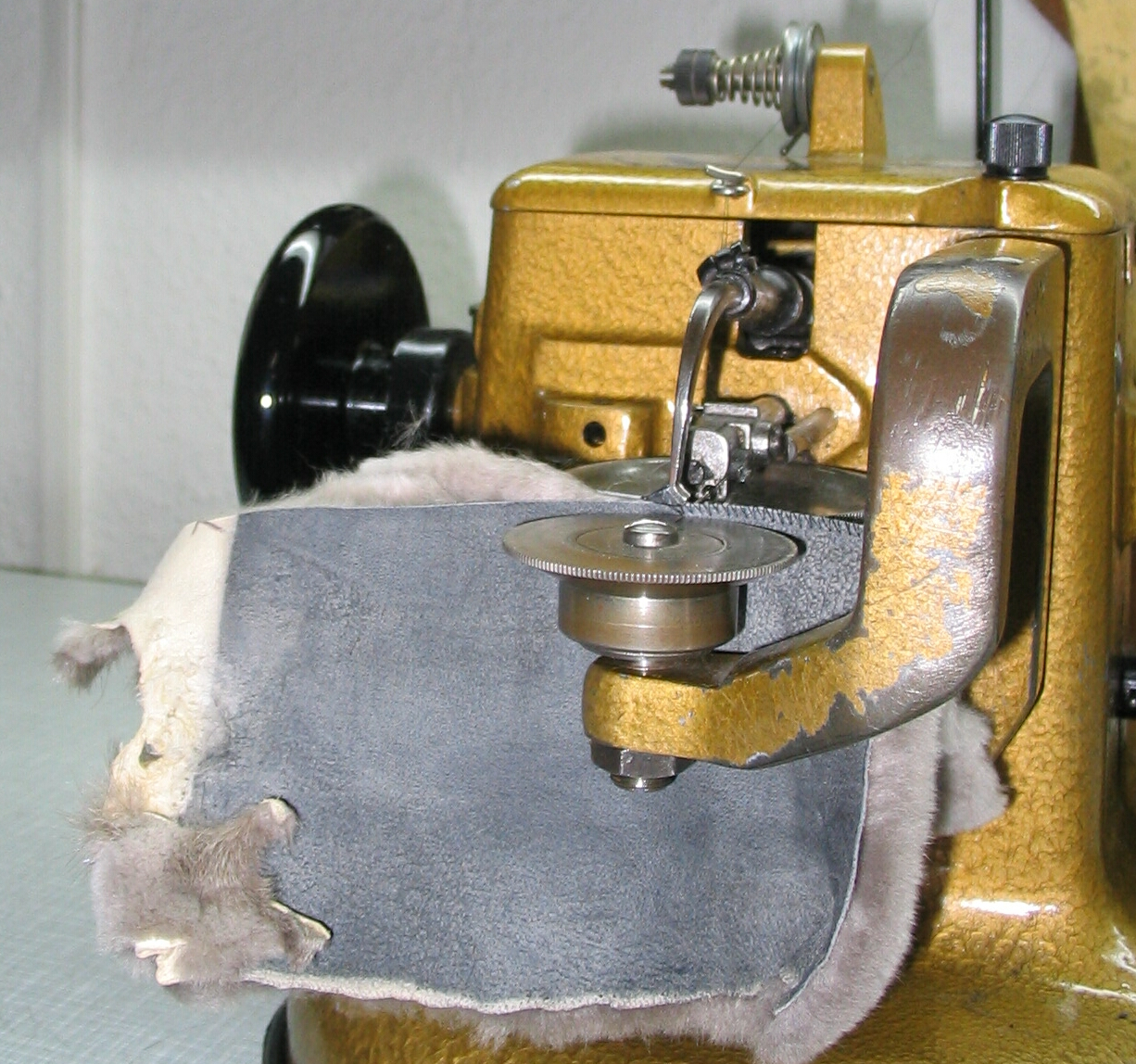
Eingespanntes Nerzteil, rechts genäht

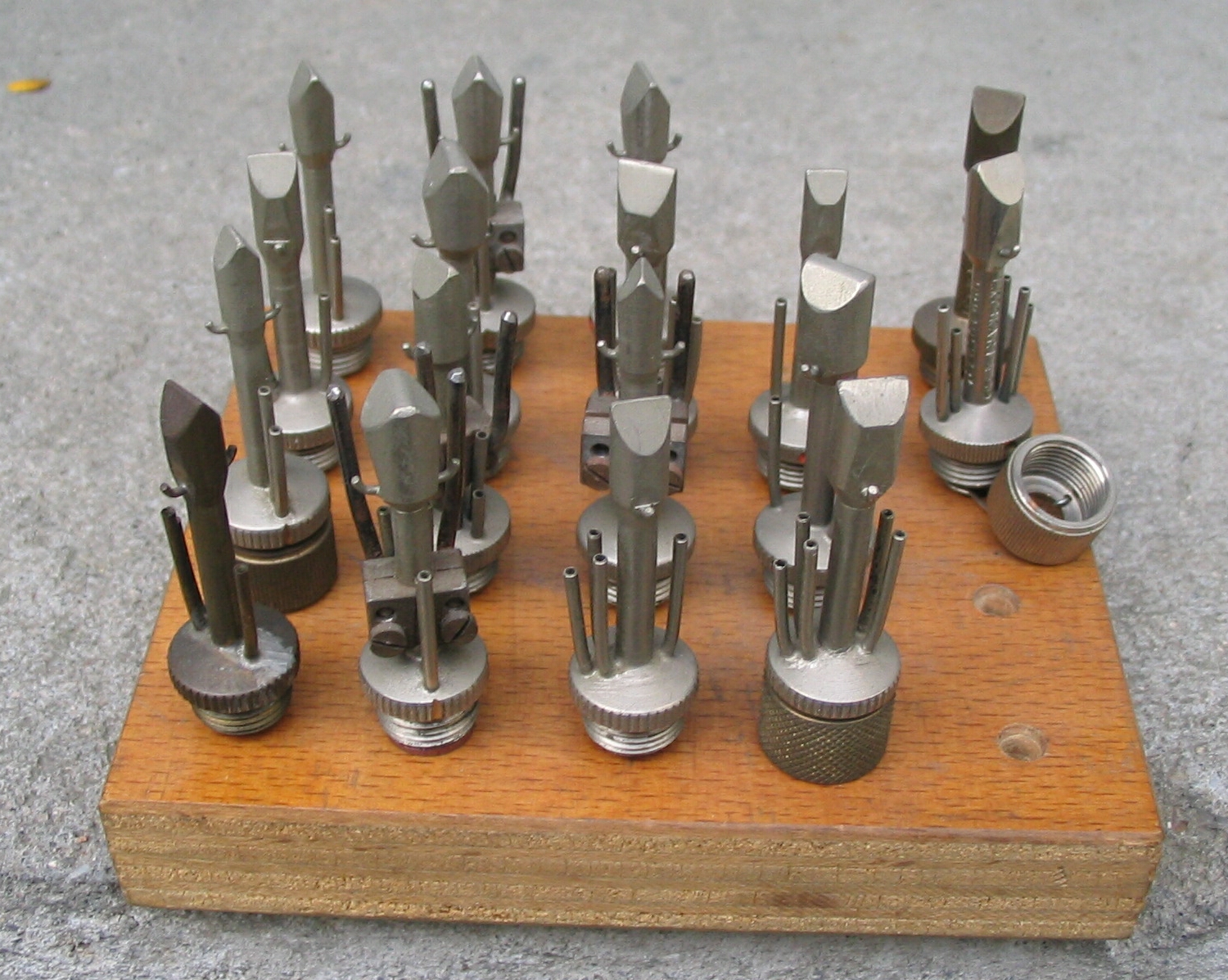
Versuchsreihe von Einstreichdüsen, System Becker, Firma L. Keskari & Co

Anders als bei sonstigen Nähmaschinen liegen die zusammenzufügenden Nähteile beim Nähen mit der Pelznähmaschine nicht flach auf, sondern werden senkrecht zwischen zwei Transporttellern hindurchgeführt, von denen der hintere angetrieben wird und der vordere freilaufend ist.
Die beiden zusammenzunähenden Fellkanten werden, mit der Fellseite nach innen, aneinander gelegt und zwischen die, durch ein Fuß- oder Kniepedal geöffneten, Transportteller gebracht. Je nach Fellart sollen die Fellkanten 1 bis 4 Millimeter über die Tellerränder nach oben hinausragen. Die Nadelstange mit der Nadel muss sich dazu in der hintersten Stellung befinden. Bereits beim Einspannen der Fellkante ist darauf zu achten, dass die Haare nach unten weggestrichen werden um nicht beim Nähen mitgefasst zu werden. Entweder mit beiden Daumen oder mit Hilfe eines Einstreichers werden die hervorbrämenden Haare vor jedem Nähintervall auf die Haarseite des Felles zurückbefördert. Die Nadel durchsticht das Leder in horizontaler Lage, und der Greifer umschlingt die beiden Fellkanten mit einer einfädigen Überwendlichnaht.
Das „Einstreichen“ der Haare mit den Daumen wird von speziell dafür ausgebildeten Nähern vor allem bei der Auslassarbeit von glatthaarigen Materialien, wie zum Beispiel Nerzfellen, angewendet. Diese Nähtechnik ermöglicht das Nähen größerer Strecken, ohne dass für jedes Einstreichen die Maschine angehalten werden muss. Während der Näher beim Nähen abwechselnd mit beiden Daumen die Haare zur Fellseite zurückstreicht, pustet er zur Unterstützung gleichzeitig zwischen die Fellkanten und sorgt damit zusätzlich dafür, dass auch die Haarwurzeln sonst eventuell noch gekrümmter Haare nicht erfasst werden.
Am 30. Dezember 1921 meldeten Frida und Max Reiter aus Leipzig einen „Haareinstreicher für Pelznähmaschinen“ zum Gebrauchsmusterschutz an. Das Einstreichen durch Pusten kann schon seit langem, anstelle durch den Näher, auch durch ein Einstreichgebläse ausgeführt werden. Jedoch bereits 1974 schrieb ein amerikanischer Kürschner verwundert, dass diese so nützlichen Vorrichtungen immer noch seltener zu finden seien „als Hühner mit Zähnen“. Sie sind heute zwar häufiger zu sehen, aber auch in Deutschland sind sie noch keineswegs in allen Betrieben Standard. Erste Tests hatten damals ergeben, dass ein Gebläse die Anlernzeit auf 75 bis 90 Prozent reduziert. 1981 übernahm die Firma Strobel die Herstellung des „Komet“-Einstreichsystems; 1984 stellte das Unternehmen zwei Ausführungen vor, die mit auf 45 Grad vorgewärmter Luft beschickt werden und nachträglich an ihren Modellen und an der „Success“ montiert werden konnten. Eine wartungsfreie Version wird mit Druckluft betrieben, die andere arbeitet mit einem Gebläse. Die Warmluft soll Rheumaerscheinungen verhindern, die bei der Bedienung im kalten Luftstrom auftreten können. Gelockte Felle, oder solche mit hartem, störrischem Grannenhaar, lassen sich nicht auf diese Art einstreichen.
Für das genaue Einhalten der Nahtstärke wurde ebenfalls eine entsprechende Hilfe entwickelt, ein kleiner Stift, der die zu nähenden Fellkanten begrenzt. Je nach Unternehmen und Näher sind beide Zusatzgeräte mehr oder weniger in Gebrauch.
Das Auslassen von Fellen ist entsprechend der jeweiligen Mode, zeitweise die Hauptmaschinennäharbeit in der Kürschnerei. Häufig wird es dann von Nähern ausgeführt, die sich auf diese Arbeit spezialisiert haben. Beim Auslassen werden Felle in schmale, bei Nerz in der Regel in 4 bis 5 Millimeter breite Streifen geschnitten. Die Firma Strobel gab im Jahr 1972 für ihr Modell Klasse 141-40 als geringste zu nähende Schnittbreite 3 Millimeter an. Die Schnitte werden derart gegeneinander verschoben, dass ein Fellstreifen in einer größeren Länge entsteht, zum Beispiel in Jacken- oder Mantellänge (siehe Hauptartikel → Auslassen).
Die Nähte werden bei den meisten Fellarten entgegen der natürlichen Haarrichtung ausgeführt, da sich die Haare so am besten einstreichen lassen. Ungleich lange Fellkanten lassen sich durch manuelles Ausbremsen oder Anschieben des nicht angetriebenen vorderen Tellers passgenau zusammenfügen.
Als Einstreichhilfe dient der Dorn einer Kürschnerpinzette oder ein anderer, mit einer feinen Spitze versehener Einstreicher. Die Greifzange der Pinzette wird unter anderem zum Einsetzen der Maschinennadel benutzt, zum Ergreifen besonders feiner Pelzteilchen, von einem geübten Näher auch dazu, bei entsprechend stabilem Fellmaterial, den überhängenden Faden bei jeder Naht sofort abzureißen. Staffiermeisterin Eva Laue sagt über die von der Industrie zur Verfügung gestellten Einstreichpinzetten, sie müssten unbedingt fein nachgeschliffen werden, da sie zu plump und zu dick seien; sie drücken das feine Haar, „speziell die Unterwolle, nicht genügend tief zwischen den Schnittkanten ein“.
Nach jedem Stich wird das Fell durch die Transportteller um die vorher eingestellte Stichlänge nach rechts weiter transportiert. Die Festigkeit der Naht, die Spannung, ist an der auf dem Maschinendeckel befindlichen Klemmscheibe einzustellen. Um eine gleichmäßig flache Naht zu nähen, bedarf es einiger Übung in der Führung des Felles, ebenso für das Einstreichen der Fellhaare. Wird das Fell zu flach gehalten, wird es nicht erfasst, läuft es zu sehr nach oben, reißt der Faden oder die Maschine lässt Stiche aus.
Ist eine Naht beendet, wird der Greifer durch das Drehen des Handrades bis kurz hinter das Nähteil bewegt, sofern die Maschine nicht einen Motor mit automatischer Nadelrückstellung hat, und etwas Faden von der Spannung abgezogen. Nachdem der vordere Teller durch das Fußpedal etwas gelüftet wurde, wird der Nähfaden durch einen scharfen Ruck des Felles nach unten rechts abgerissen.
Auf der Pelznähmaschine sollen beim üblichen Gebrauch, also bei Pelzen, bei denen die Lederseite nicht gezeigt wird, möglichst dünne Garne verwendet werden. Auch die Nadel sollte so fein wie möglich sein, um das Leder möglichst wenig zu beschädigen. Je dünner das Leder und der Faden und je geübter der Näher ist, desto dünner kann die Nadel sein. Die Einfadenkettstichnaht (Überwendlich-Beschlängnaht) der Pelznähmaschine lässt sich ebenso aufräufeln wie die Maschen von Strickwaren. Durchtrennt man den Faden an einer beliebigen Stelle, so lässt sich die Naht von dort, entgegen der Nährichtung, auftrennen.

### Maschine

#### Maschinentisch
Der Pelznähmaschinenkopf ist auf dem Maschinentisch mit leicht lösbaren Flügelschrauben befestigt. Der Antriebsriemen wird durch Öffnungen von der Riemenscheibe des Maschinenkopfes zum auf der Unterseite der Tischplatte abgehängten Motor geführt, ebenso das Gestänge oder die Kette zum Bewegen des vorderen Nähtellers. Gestänge oder Kette sind einstellbar, um die Trittschräge der körperlichen Beschaffenheit des Nähers anpassen zu können (Größe, Sitzweise).
Der Garnteller mit der Garnrolle befindet sich in der Regel ebenfalls auf dem Maschinentisch, hinter dem Maschinenkopf, ebenso wie die Garnführung, die den Faden über den Maschinenkopf zum Spannungshalter führt.
Die Bedienung der Maschine geschieht über ein oder zwei bewegliche Fußtritte. Bei nur einem Tritt wird durch das Treten nach hinten der Motor in Gang gesetzt, nach vorn öffnet die Nähteller. Oder es gibt zwei Tritte, einen breiten für den Motor und einen schmaleren für die Teller. Viele Maschinen haben rechts einen, eventuell auch zusätzlichen, Kniehebel (Lüftungshebel) für die Telleröffnung. Am unteren Ende des Hebels ist die, der Form des Knies nachgeformte, Kniehebelscheibe angebracht.
Gelegentlich ist der Maschinentisch mit einer Maßbandfunktion versehen. Rechts unter der Tischplatte befindet sich der Maschinenschubkasten für das Handwerkszeug, Maschinennadeln usw.
Alte Maschinentische bestehen, wie früher auch bei den Textilnähmaschinen, aus Gusseisen, neuere Modelle sind aus Holz.

#### Beschreibung des Mechanismus

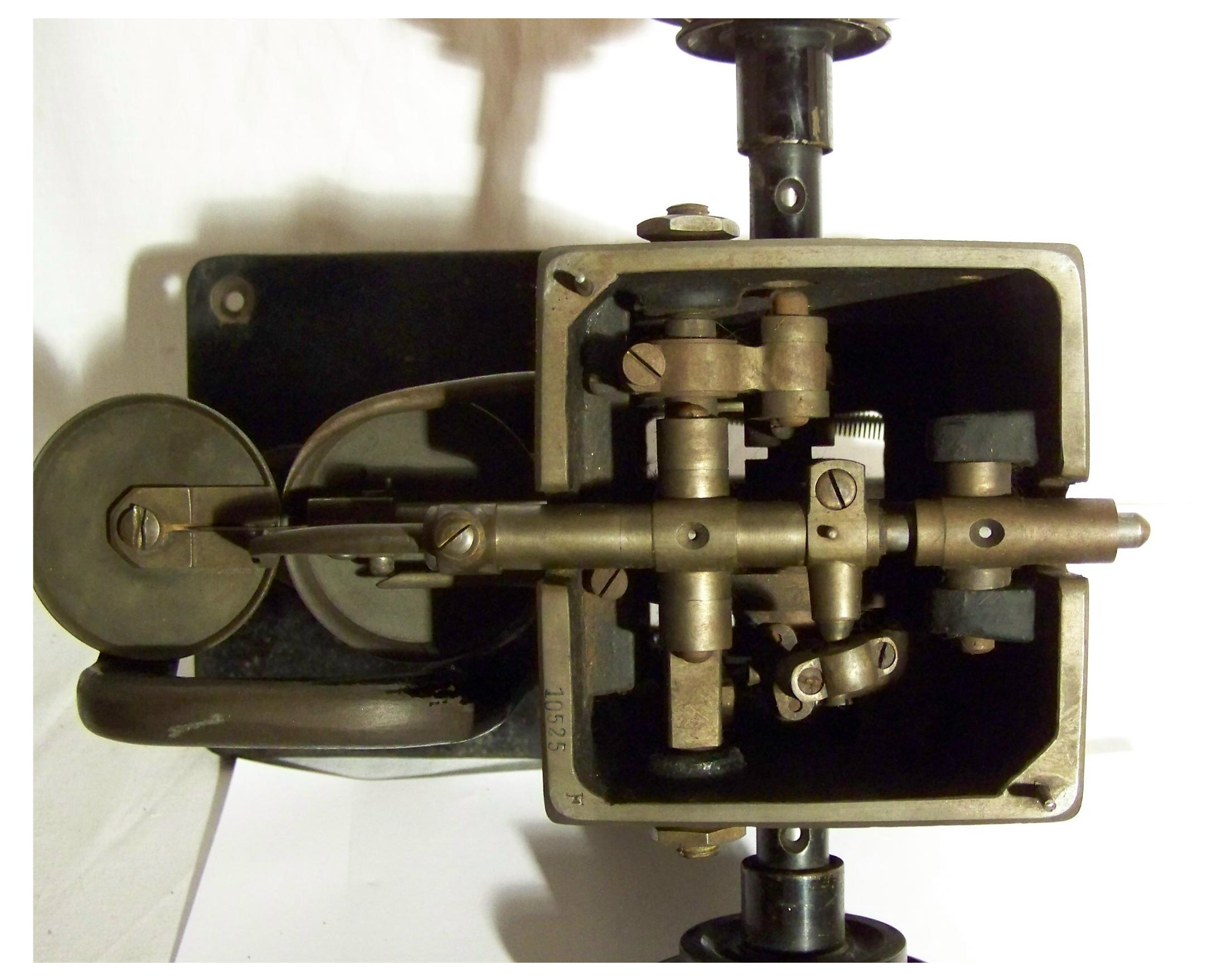
Blick in eine alte Rittershausen

Der ursprüngliche Antrieb durch ein Fußpedal erfolgt heute durch einen an der Unterseite des Nähmaschinentisches angebrachten Elektromotor, entweder ein Anlassermotor oder ein sofort anspringender Dauerläufer (Kupplungsmotor). Durch einen oder zwei separate Fußtritte lässt sich die Maschine starten und stoppen und die Nähteller öffnen. Erwähnenswert ist der Antrieb durch Stoppmotoren, bei denen die Nadel nach sofortigem Stillstand gleichzeitig in die Ausgangsstellung, nach hinten, zurückgezogen wird. Zum Öffnen der Nähteller gibt es bei vielen Modellen einen zusätzlichen Kniehebel. Wie schon in der Anfangszeit der Pelznähmaschine gab es auch später wieder Maschinen, die für Spezialarbeiten mit zwei Nadeln arbeiten; meist waren dies von Pelzmaschinenmechanikern umgerüstete Maschinenköpfe.
Wie bei allen anderen Nähmaschinen sind die wichtigsten Maschinenelemente die Nadel, der Greifer und der Nähguttransport. Diese drei Maschinenteile müssen in ihren Bewegungen auf das genaueste aufeinander abgestimmt sein. Wesentliche Teile des Pelzmaschinenkopfes sind, als Beispiel für das einmal gebräuchlichste Modell, die „Success“:
der Greifer, die Nadelstange, der Nadelkanal, der Fellführer, die Fadenklemme, die Fadenanzugsfeder, die Fadenspannung und der Transportmechanismus, der das Nähgut jeweils um eine Stichlänge weiter bewegt.
Die beiden an den Rändern verzahnten Transportteller werden in der Regel in zwei Stärken hergestellt, eine dickere Variante für eine normale Näharbeiten und feiner verzahnte, dünnere, meist auch im Umfang schmalere, für die Auslassarbeit. Gab es ursprünglich nur die kräftige Version, werden heute in der Kürschnerei wohl meist generell die schmaleren Teller bevorzugt, mit denen sich einfacher feinere Nähte erzielen lassen. Der Anpressdruck der Teller kann dem jeweiligen Material angepasst werden, ebenso der Stichabstand (die Stichlänge).

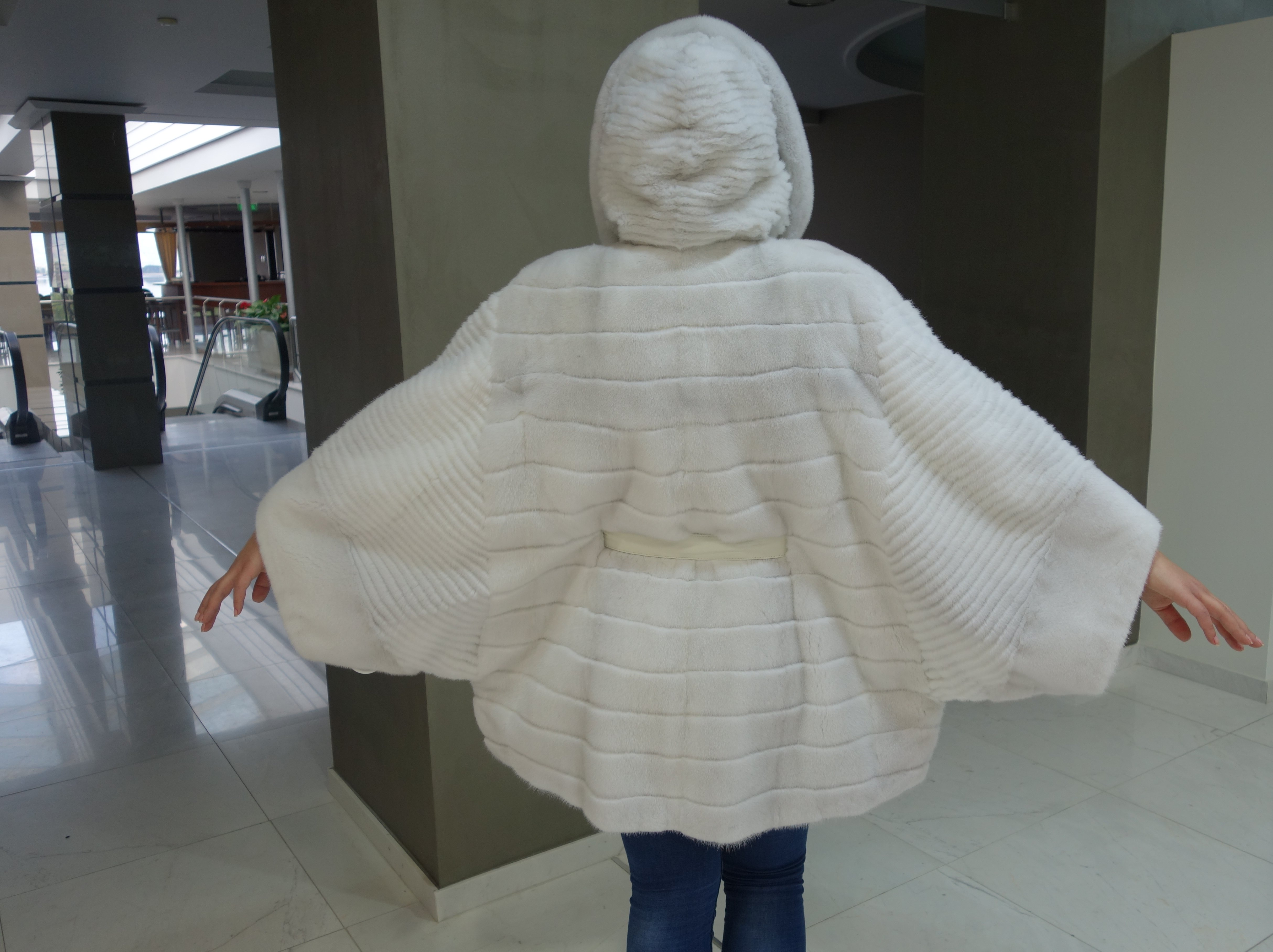
Azurene Nerz-Capejacke mit zwischengenähten Galons (2014)

##### Stichbildung
Die spezielle Pelzmaschinennadel durchsticht in horizontaler Lage den über die Transportteller hinausstehenden Fellrand. Ein Greifer fasst die sich bildende Fadenschlinge und zieht ihn nach hinten über den Fellrand. Während der Greifer sich in die hinterste Stellung abwärts bewegt, gleitet der Faden in eine Fadenrille unterhalb des Greifers. Dadurch ist die auf dem Greifer sitzende Fadenschlinge ausgebreitet worden, damit die Nadelspitze in diese Schlinge eintreten kann, wenn der Greifer in seiner hintersten Stellung an der Nadel anliegt. Wenn die Nadelstange sich wieder nach vorn bewegt, löst sich der Greifer in der hintersten Stellung von der Nadel und aus der Fadenschlinge und geht in seine Ausgangsstellung zurück.
Ältere Maschinentypen haben eine Stichleistung zwischen 1500 und 8000 Stiche pro Minute. Die neueren Motoren, die etwa 3000 Stiche pro Minute erzeugen, sind besonders bei langen Nähten von Vorteil.

##### Greifer
Der Greifer bewirkt die Verschlingung des Nähfadens des der Pelznähmaschine eigenen Einfadenkettstiches. Sein Ende ist in der Form eines Fußes ausgebildet, zur Aufnahme der Fadenschlinge ist er angespitzt. Die Bewegungen des Greifers werden durch einen auf der Hauptwelle sitzenden Exzenter gesteuert.
Nach der Aufnahme der Nadelfadenschlinge durch den Greifer hebt sich dieser während seiner Rückwärtsbewegung, um die Schlinge über das Nähgut zu ziehen, und senkt sich am Ende seiner Rückwärtsbewegung so weit innerhalb des hinteren Tellers, bis er unterhalb der Nadel steht, um seine ausgebreitete Schlinge von dieser durchstechen zu lassen.

##### Nadel
Die heutigen Maschinennadeln sind metrisch geordnet. Die für die Pelznäherei infrage kommenden Stärken liegen, je nach Lederdicke, zwischen den Nummern 50 bis 120, die gebräuchlichen Garnstärken zwischen 70 und 130. Für Ziernähte kommen auch dickere Garne und entsprechend kräftigere Nadeln infrage.
Hinter der Spitze der Kolbennadel befindet sich das von unten her einzufädelnde Öhr. Die Unterseite der Nadel weist eine Fadenrille auf, die länger ist als die Rille auf der Oberseite, was beim Einsetzen der Nadel zu beachten ist.

## Pelzpikiermaschine

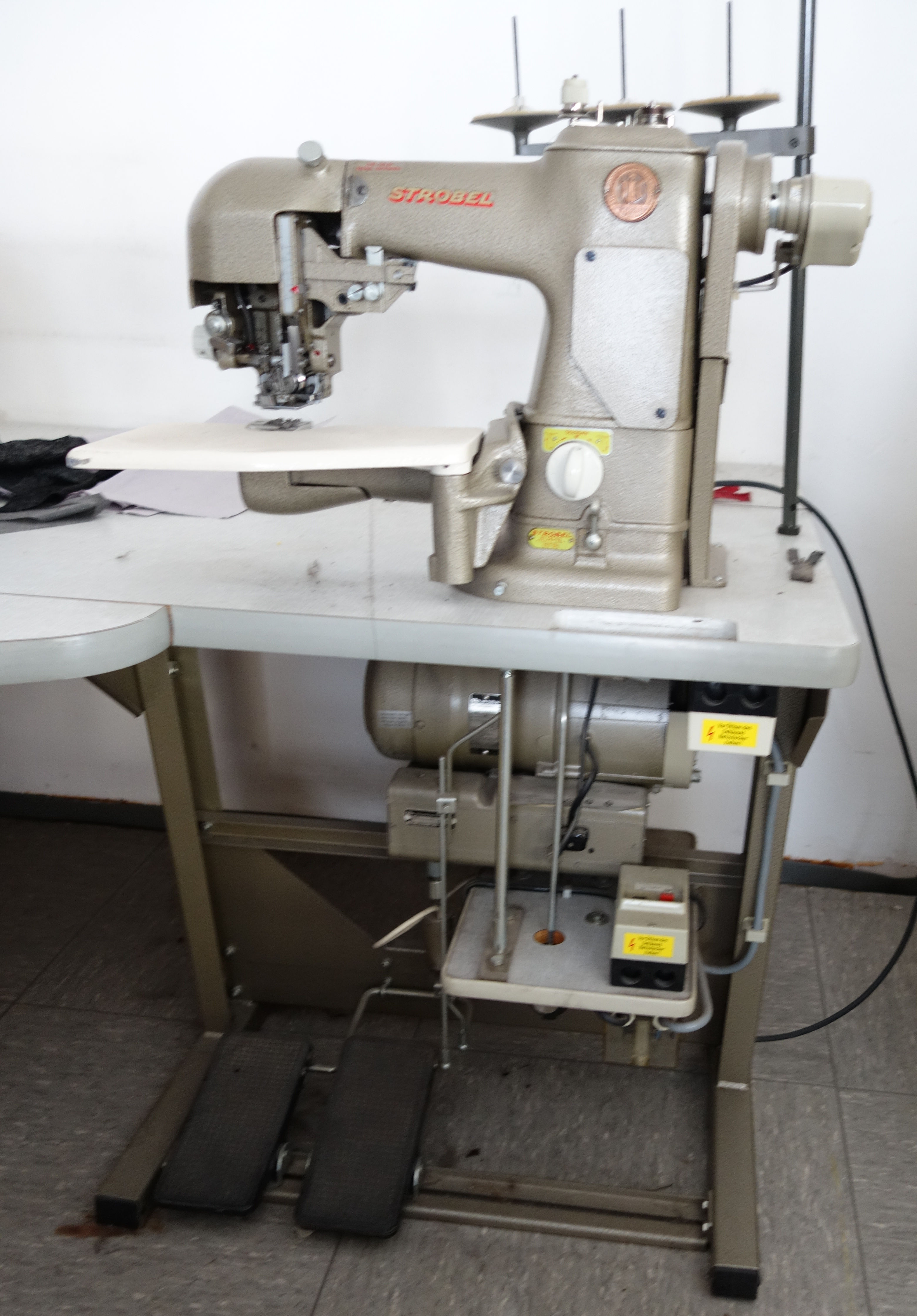
Strobel Staffiermaschine

Mit der Pelzpikiermaschine oder einfach Pikiermaschine, auch Blindstichmaschine genannt, werden Zwischenzutaten auf das Fellleder aufgebracht. Eine rundgeformte Nadel wird dabei derart in das Leder geführt, das es nur knapp erfasst wird, dabei den Pikierstoff hält, ohne dass dabei Haare eingezogen werden. Die Stichtiefe ist deshalb je nach Stärke des zu pikierenden Pelzes einstellbar.
„Der erzeugte Blindstich wird durch eine im Radius ihrer Bewegung gebogenen Nadel so erzeugt, dass die Nadel das über dem Taucher gewölbte Nähgut durchsticht. […] Der armförmige Greifer verkettet den Nähfaden zu einer hochelastischen Kettenstichnaht, und der oberhalb des Nähgutes arbeitende gezahnte Transporteur schiebt dieses weiter, wenn sich die Nadel außerhalb des Leders befindet.“ Nach Möglichkeit sollte die Arbeit so ausgeführt werden, dass die Nadel in Richtung des Haarstriches in das Leder einsticht. Insbesondere bei kurzhaarigen Fellen vermindert dies die Gefahr des Markierens der Naht auf der Haarseite. Lediglich bei Fellen mit storrigem Haar verläuft die Nahtrichtung mit dem Haarschlag (Kalb-, Gazellen-, Seehund und Fohlenfell und Rosshaut).
Neben der Flachbett-Pikiermaschine gibt es auch solche mit schräg gestelltem Tisch. Hier rutscht das Arbeitsstück durch sein Eigengewicht auf dem Schrägtisch vorwärts, ohne dass es durch die Maschine geschoben werden muss.
Die Maschine erzeugt eine einfädige, grätenförmige Naht, die sich wie bei der Pelznähmaschine vom Ende her leicht auftrennen lässt. Die Arbeit an der Pelzpikiermaschine ist jedoch einfacher, sie kann von einer ungelernten Kraft nach kurzer Zeit ausgeführt werden. Ihre Leistungsfähigkeit übersteigt die Handarbeit um ein Vielfaches.
Nicht jedes Fellmaterial lässt sich mit der Pikiermaschine bearbeiten. Besonders dünnledrige Fellarten, wie beispielsweise Breitschwanz, müssen immer noch von Hand pikiert werden.
Das erste deutsche Patent auf eine Blindstichmaschine mit gebogener Nadel meldete 1879 die Amerikanerin Clara P. Hoffmann an. Im Jahr 1923 wurden die ersten Pelzpikiermaschinen der Firma Strobel in den Handel gebracht (Klasse 43-K-3).
Ein leinenbindiger Pikierstoff erhöht die Reißfestigkeit, indem er ein Überdehnen des Leders verhindert. Wattierungen ergeben eine zusätzlich Wärmewirkung. Versteifende Einlagen, wie Leinen, Rosshaar oder Vliesstoffe verbessern den Sitz des Kleidungsstückes. Wurden anfangs nur besonders dünnledrige Stellen oder Felle mit einem Pikierstoff beheftet, war man nach dem Zweiten Weltkrieg bereits dazu übergegangen, die allermeisten Kleidungsstücke ganzflächig zu pikieren. Bei Mänteln half es zum Beispiel, ein Ausbeulen der Gesäßpartie, insbesondere nach längeren Kirchenbesuchen, zu verhindern. Etwa im letzten Drittel des 20. Jahrhunderts haben sich die Ansprüche an ein Pelzbekleidungsstück geändert – ein Pelz soll jetzt nicht nur wärmen und schmücken, sondern zudem einen möglichst großen Tragekomfort aufweisen – vor allem soll er auch möglichst leicht sein. Heute werden in Gegenden mit mitteleuropäischem Klima meist nicht nur die wärmenden, sondern auch die stabilisierenden Stoffe weitgehend weggelassen. Wie in früherer Zeit werden wieder meist nur besonders empfindliche Leder pikiert, zum Beispiel bei Modellumgestaltungen, die durch natürliche Alterung weniger reißfest gewordenen Pelze.
Keine Verwendung mehr findet eine Zusatzeinrichtung zur Pelzpikiermaschine, mit der man Hermelin- und Fehimitationen auf Kaninfell herstellen konnte. Dabei wurden blinde Nähte mit Durchstich in der Breite von Feh- oder Kaninfellen erzeugt, die einen Teil der Haare niederhielten und damit auf der Haarseite den Eindruck einer Fellverbindungsnaht vortäuschten.
Anstelle mit der Pikiermaschine können speziell dafür beschichtete Zwischenstoffe auch durch Hitze mittels einer Fixierpresse aufgebügelt werden. Bei sachgemäßer Ausführung kann unter Umständen die Reißfestigkeit dabei mehr verbessert werden als beim Pikieren; die starre Verbindung zwischen Leder und Stoff erzeugt eventuell jedoch eine meist unerwünschte Versteifung des Fellleders.

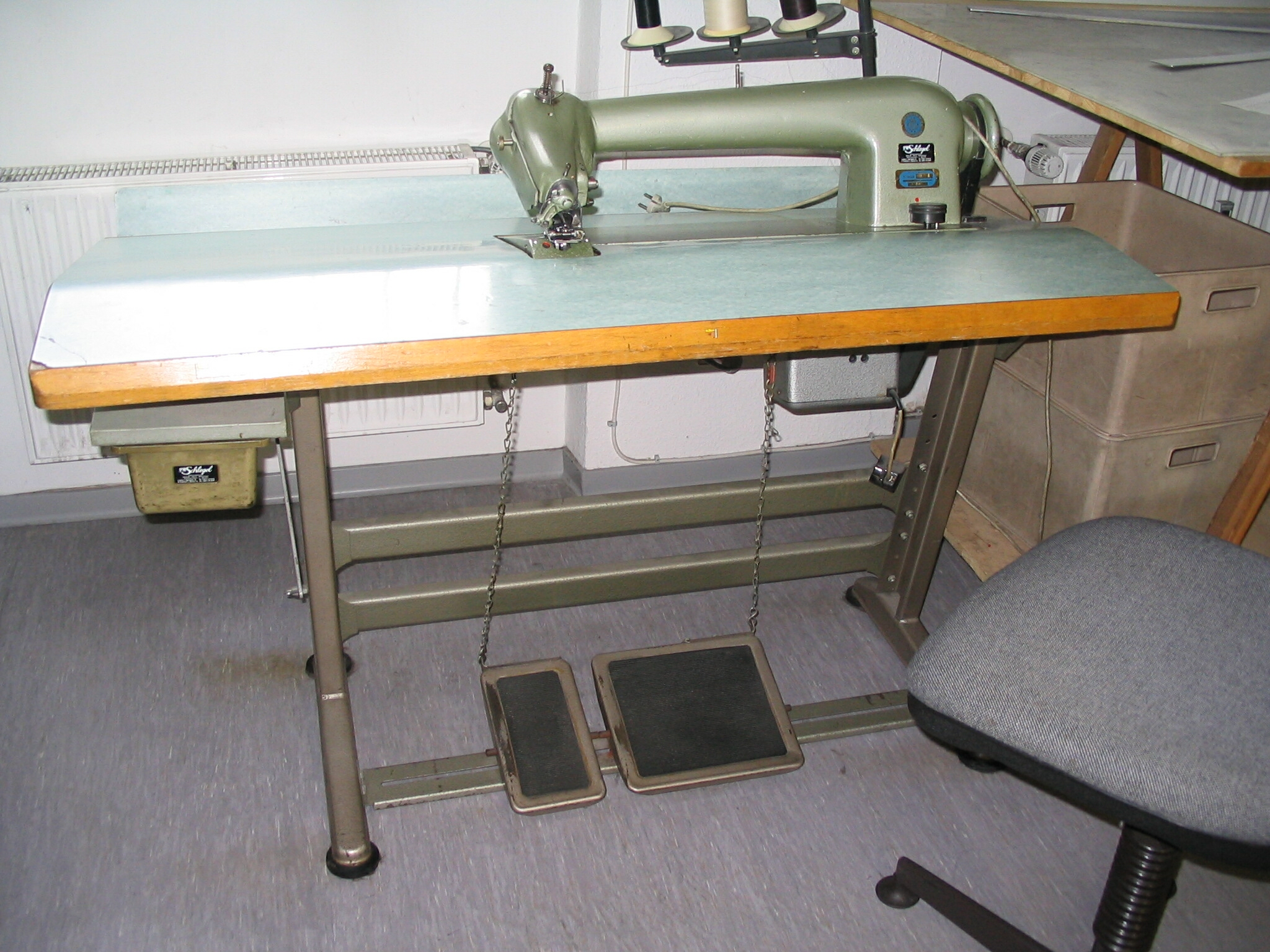
„Master“ Klasse 40-2, Firma Osby, Schweden.
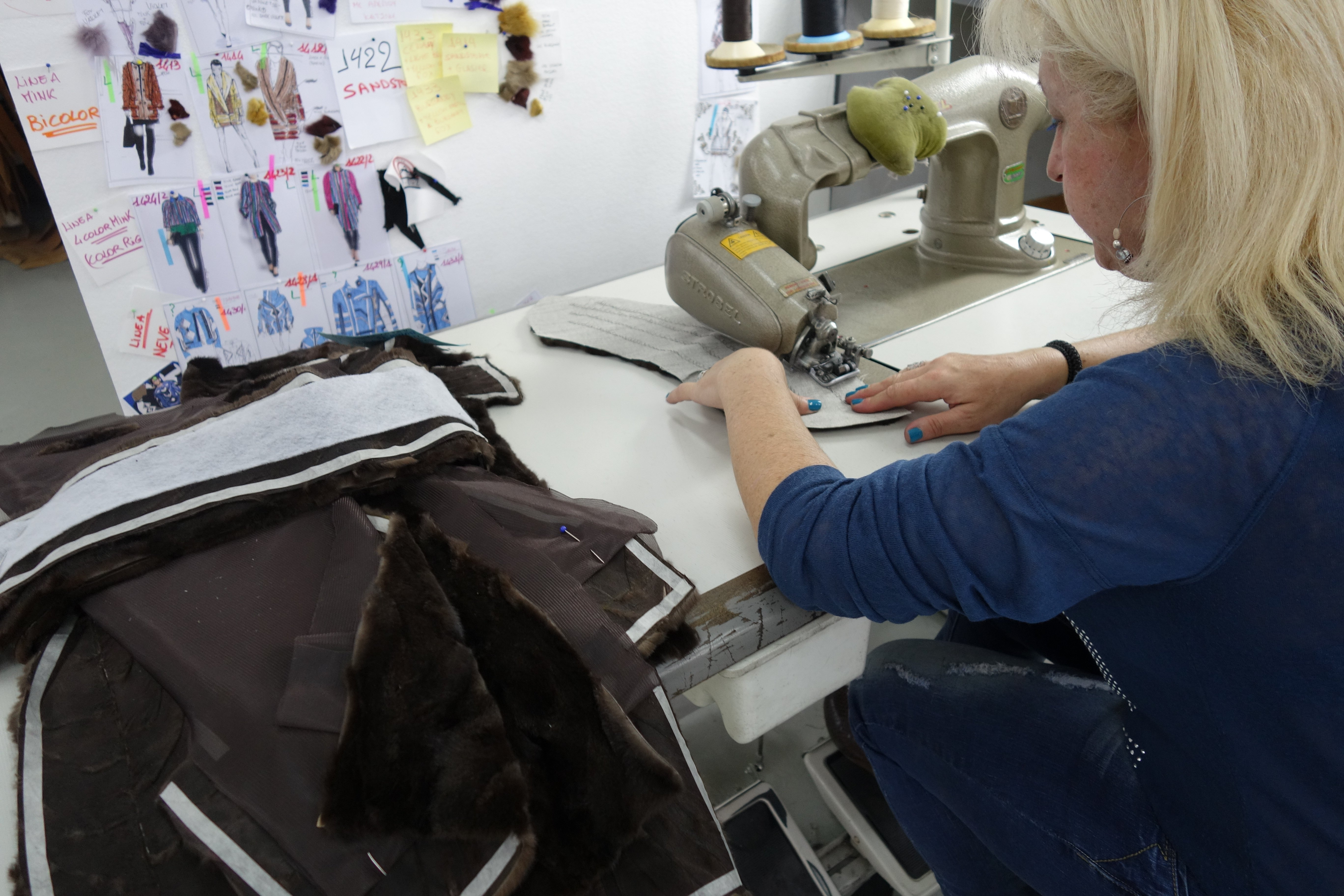
Strobel Klasse 143-10

## Staffiermaschine
Die Staffiermaschine dient zum Einarbeiten von „Futterseiden“ genannten Stoffen in Pelzbekleidung. Diese Zweifaden-Blindstichmaschine findet hauptsächlich in größeren Pelzkonfektionsbetrieben Anwendung.
Die Strobel (Klasse 325-43) ermöglicht nach Firmenangabe „das maschinelle Einstürzen des Innenfutters bei Pelzbekleidung, Anstechen des Belages und der Säume sowie der Taschenbeutel und das Übernähen des Ärmelfutters von der Hand“.

## Blindstichbändelmaschine
Nur sehr wenig im Gebrauch scheint die von der Firma Strobel konstruierte Blindstichbändelmaschine zu sein (Klasse 225-43). Anstelle des Bändelns mit Handnähten oder durch Kleben befestigt sie das die Fellkanten stabilisierende Bändelband wie beim Handnähen mit einem Nähfaden. Das zu verwendende Bändelband hat eine Breite von 5 Millimetern, die Stichlänge beträgt ebenfalls 5 Millimeter. Das Band wird auf der Mitte mit einer Naht befestigt.

## Weitere in der Kürschnerei gebräuchliche Nähmaschinen

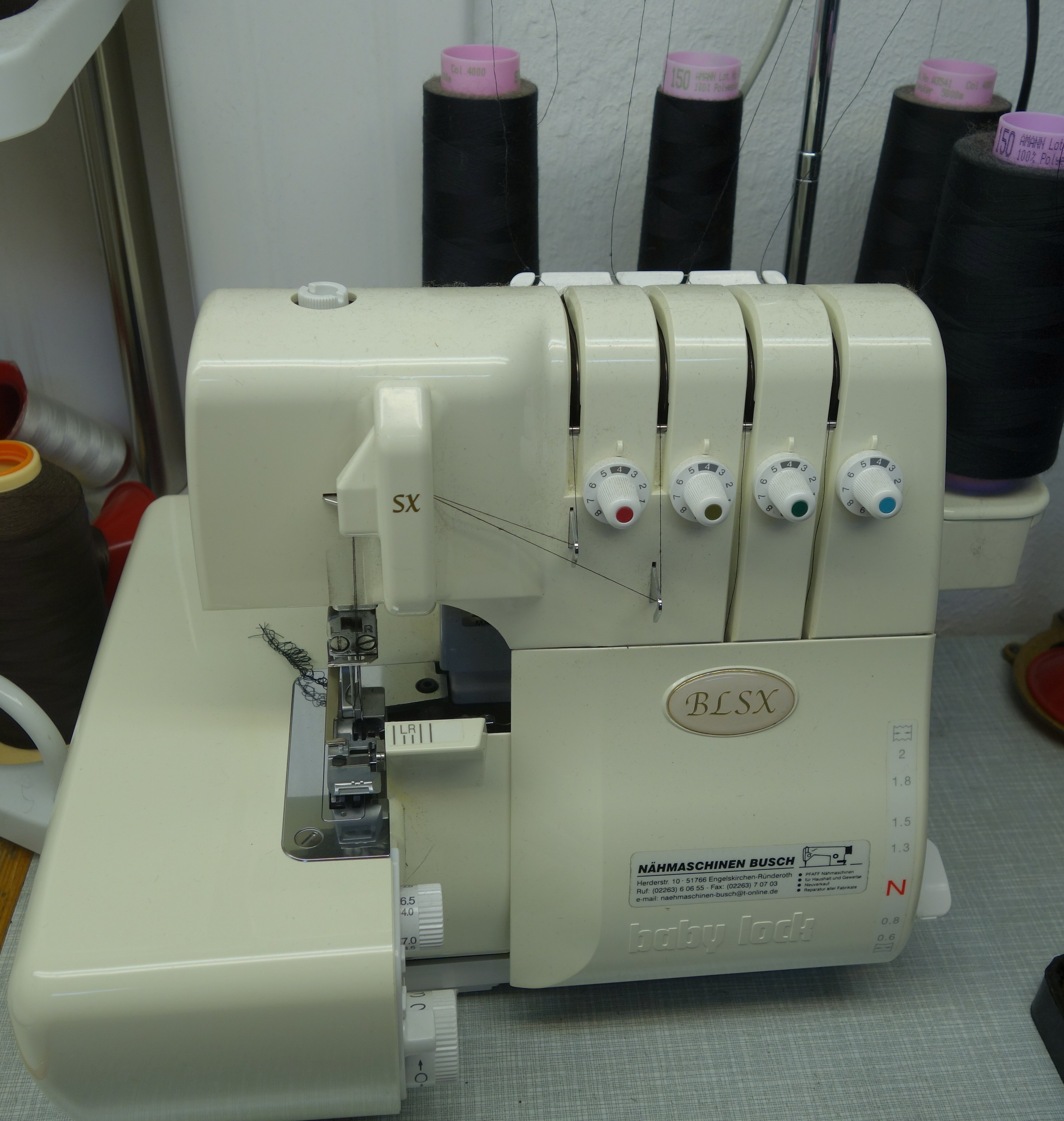
Overlock-Nähmaschine in einer Kürschnerei

Nicht spezielle, jedoch in Pelzverarbeitungsbetrieben verwendete Nähmaschinen sind:
einfache Industrie- oder Haushaltsnähmaschinen für die Seidenfutter- und Stoffverarbeitung;
Ledersteppmaschinen für kräftigere Leder und für Velours- und Nappapelze;
eventuell eine Overlock-Nähmaschine zum Versäubern und Umketteln von Stoffkanten;
eventuell ein Stickautomat zum Einsticken von Monogrammen und Firmenlogos in Seidenfutter.